# Califórnia
Califórnia (em inglês:  California) é um dos 50 estados dos Estados Unidos, localizado na região dos estados do Pacífico. É o estado mais populoso do país, com 39 538 223 habitantes e o terceiro em extensão territorial, superado apenas pelo Alasca e pelo Texas. A Califórnia é o maior centro industrial dos Estados Unidos e líder nacional na produção de produtos agropecuários.
Das 20 maiores cidades dos Estados Unidos, quatro estão localizadas na Califórnia: Los Angeles, São José, San Diego e São Francisco. Sua capital, Sacramento, também é uma grande cidade. A região sul da Califórnia é densamente povoada, sendo que as duas maiores cidades do estado (Los Angeles e San Diego) estão localizadas ali. Já na região norte estão localizadas as cidades de São Francisco e São José, além da capital do estado, Sacramento.
Após o contato com os europeus, os espanhóis foram o primeiro povo a explorar e colonizar a área onde atualmente fica o estado de Califórnia, e após a independência mexicana, tornaram-se parte do México. Os norte-americanos anexaram a Califórnia na década de 1850, em uma guerra com o México.
O cognome do estado é Golden State, que significa em português "estado dourado". Sua origem ainda é tema de discussão. O cognome pode ter vindo da corrida do ouro de 1849, quando minas de ouro atraíram dezenas de milhares de pessoas de todo o país para a região. Outra possibilidade é uma referência à relva nativa do estado, que adquire uma cor dourada na estação seca. Coloquialmente, o cognome também é uma referência ao seu clima, quente e ensolarado durante a maior parte do ano.
O nome do estado vem da novela Las sergas de Esplandián (As aventuras de Esplandián), do século XVI, que foi escrita pelo espanhol Garci Rodríguez de Montalvo. Nesta novela, Montalvo descreveu um paraíso chamado de California, um paraíso que estaria localizado em uma ilha na costa oeste da América do Norte.

## Etimologia
A palavra Califórnia originalmente se referia à península da Baixa Califórnia do México; mais tarde, foi estendido a toda a região composta pelos atuais estados da Califórnia, Nevada e Utah, e partes do Arizona, Novo México, Texas e Wyoming.
As pesquisas iniciais do explorador espanhol Francisco de Ulloa sobre a península da Baixa Califórnia, explorando a costa ocidental da América do Norte, levaram-no a acreditar que era uma ilha, e não parte de um continente maior. O nome provavelmente derivou da mítica ilha Califórnia na história fictícia da Rainha Calafia, conforme registrado em uma obra de 1510, As Aventuras de Esplandián, de Garci Rodríguez de Montalvo. Este trabalho foi o quinto de uma popular série de romance de cavalaria espanhola que começou com Amadis de Gaula. Dizia-se que o reino da rainha Calafia era uma terra remota, rica em ouro e pérolas, habitada por belas mulheres negras que usavam armaduras de ouro e viviam como amazonas, assim como grifos e outras feras estranhas. No paraíso fictício, a governante Rainha Calafia lutou ao lado de muçulmanos e seu nome pode ter sido escolhido para ecoar o título de um líder muçulmano, o Califa. É possível que o nome Califórnia significasse que a ilha era um califado.
Citação: Conhecei vós que na mão direita das Índias existe uma ilha chamada Califórnia, muito próxima daquela parte do Paraíso Terrestre, que era habitada por mulheres negras sem um único homem entre elas, e elas viviam à maneira das Amazonas. Elas eram robustas de corpos com fortes corações apaixonados e grande virtude. A ilha em si é uma das mais selvagens do mundo por causa das rochas ousadas e escarpadas. escreveu: « Capítulo CLVII da As Aventuras de Esplandián»
A sabedoria convencional de que a Califórnia era uma ilha, com mapas desenhados para refletir essa crença, durou até o século XVIII.
Formas encurtadas do nome do estado incluem CA, Cal., Calif., e US-CA.

## História

### Primeiros povos e colonização
A região que atualmente constitui o estado de Califórnia era habitada por diversas tribos nativo norte-americanas por milhares de anos antes da chegada dos primeiros exploradores europeus à região. Estas tribos incluíam os Chumash, Hupa, Maidu, Yokuts, Mohave, Ohlone e os Tongva. A grande extensão territorial da Califórnia e seus diversos aspectos e acidentes geográficos separavam frequentemente estas diferentes tribos nativas entre si. A população estimada de nativos à época da chegada dos primeiros europeus é de aproximadamente 450 mil nativos americanos.

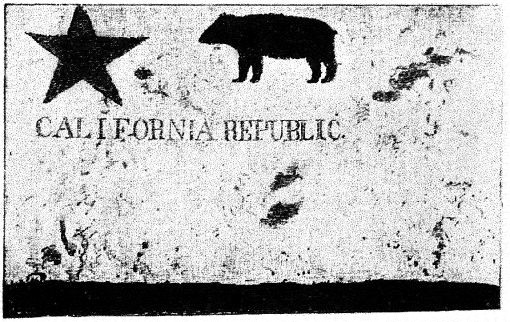
A Bandeira Urso da República da Califórnia

O primeiro explorador europeu a avistar e pisar o litoral da Califórnia foi o português João Rodrigues Cabrilho, a serviço da coroa espanhola. Ele desembarcou na região onde atualmente está localizada a baía de San Diego, em 1542. Cabrilho reivindicou a região para coroa espanhola. A Califórnia continuaria inexplorada por mais de três décadas, até 1579, quando o inglês Francis Drake explorou o litoral da atual Califórnia, nomeando a região de New Albion, e desencadeando uma série de explorações, partindo do México, por parte dos espanhóis, que temiam perder o controle da região para os ingleses. A mais marcante destas explorações foi realizada em 1602, por Sebastián Vizcaíno, que recomendou ao rei espanhol a imediata colonização da região. Porém, o primeiro assentamento seria somente fundado em 1769. Era um forte e uma comunidade missionária, onde atualmente está localizada a cidade de San Diego.

### Colonização europeia
Os russos interessaram-se em colonizar regiões da atual Califórnia a partir da década de 1810. Em 1812, os russos fundaram um assentamento onde atualmente está localizado o Fort Ross. A crescente interferência dos russos no continente americano causou a criação e a formação da Doutrina Monroe, em 1823. Apesar de concordar em 1824 em colonizar apenas o atual Alasca, os russos continuariam no norte da Califórnia até 1840.
A Califórnia passaria ao controle mexicano em 1821, após a independência mexicana da Espanha. Inicialmente, a Califórnia era uma província mexicana, com sua população elegendo seus governadores e seus membros do legislativo. Porém, em 1825, o governo mexicano iniciou a escolha dos governadores da província. Os governadores escolhidos pelo governo mexicano governavam de forma ditatorial, e eram impopulares entre a população da província. Uma grande manifestação popular em 1831 forçou o último destes governadores, Manuel Victoria, a renunciar, tendo a população da Califórnia ganho novamente o direito de escolher seus governadores.

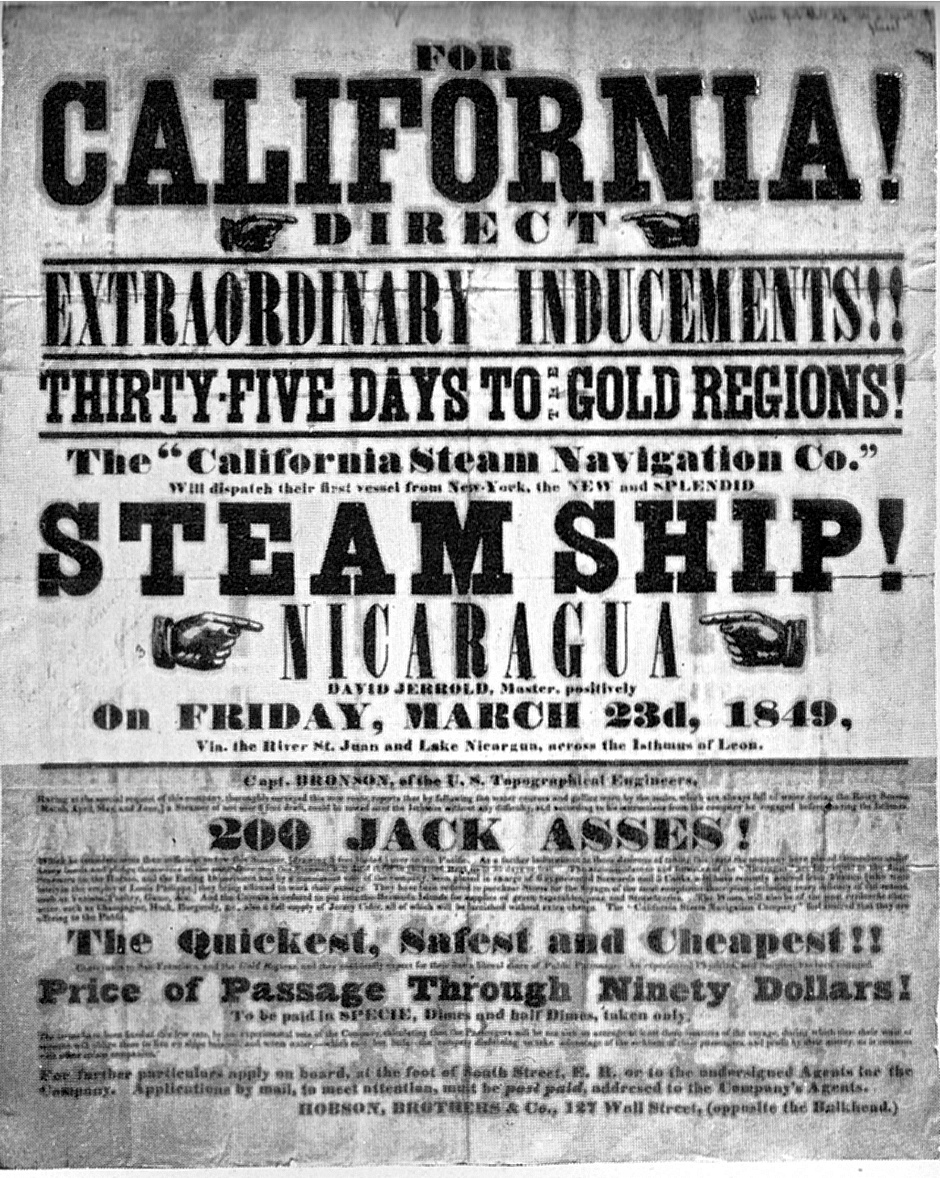
Cartaz da época da corrida do ouro na Califórnia

O primeiro norte-americano a se instalar na Califórnia foi Jedediah Strong Smith, em 1826. Grandes números de norte-americanos passaram a instalar-se na Califórnia anualmente a partir da década de 1830. Os norte-americanos passaram a exigir que a Califórnia fosse anexada pelos Estados Unidos. O governo propôs a compra da província mexicana, mas a proposta foi recusada pelo governo do México. Em 13 de maio de 1846, o governo norte-americano declarou guerra contra o México, iniciando a guerra mexicano-americana. A capital mexicana da Califórnia, Sonoma, seria capturada por colonos norte-americanos em junho de 1846. Estes colonos — que então não sabiam da guerra entre os norte-americanos e os mexicanos — tomaram a sede de governo da província, içando uma bandeira vermelha e branca, com um urso pardo e as palavras California Republic. Esta bandeira eventualmente se tornaria a bandeira oficial do futuro estado da Califórnia. Os norte-americanos venceriam a guerra em 1848, e a Califórnia passou a fazer parte dos Estados Unidos, sob os termos do Tratado de Guadalupe Hidalgo.
Grandes reservas de ouro foram encontradas no Vale do Rio Sacramento, alguns meses antes do fim da guerra mexicano-americana. Após o fim desta, dezenas de milhares de pessoas, vindas de outras partes do país, do Canadá e de países europeus, instalaram-se na Califórnia. A população da Califórnia saltaria de 15 mil habitantes no início de 1848 para mais de 100 mil no final de 1849. A Califórnia tornar-se-ia o 31º estado norte-americano em 9 de setembro de 1850.

### Século XIX
A Califórnia participou ativamente na guerra civil. A população estava dividida, ou em continuar nos Estados Unidos, ou declarar secessão e juntar-se ao recém-fundado Estados Confederados da América, antes do início da guerra, em 1861. Cerca de 70% da população do estado apoiava os confederados, enquanto apenas 30% da população californiana era a favor de continuar na União. Apesar da maioria da população ter apoiado a secessão, a Califórnia permaneceu nos Estados Unidos, lutando contra os estados confederados.
O crescimento populacional da Califórnia havia caído durante a década de 1850, por causa do fim da corrida do ouro no Vale do Rio Sacramento. Eventos tais como certos programas federais – como o Ato Homestead – e a construção e inauguração de diversas ferrovias interestaduais – que passaram a ligar o estado com o resto do país – fizeram com que a população da Califórnia passasse a crescer drasticamente a partir da década de 1860. A Califórnia, desde então, registra uma das taxas de crescimento anual mais altas do país, crescimento que perdura até os dias de hoje. Este grande crescimento populacional foi mantido, entre 1850 e 1900, primariamente através de imigrantes alemães e irlandeses, que superaram então a população hispânica como grupos étnicos maioritários do Estado.
A Califórnia seria atingida por uma grande recessão econômica durante a década de 1870. Grande parte da população californiana culpou os chineses pelos problemas de cunho econômico então enfrentados pelo estado. Grandes manifestações antichinesas ocorreram em 1871 e 1877, em Los Angeles e San Francisco, respectivamente. Estas revoltas foram uma das principais razões da aprovação do Ato de Exclusão Chinesa, aprovado em 1882, que proibia a imigração de chineses no país pelo Congresso dos Estados Unidos, e que perduraria até 1943.

### Início do século XX
Um grande número de imigrantes mexicanos passaram a se instalar na Califórnia durante a década de 1910. A década também seria marcada pela abertura do Canal do Panamá, que diminuiu drasticamente as distâncias entre portos da costa oeste norte-americana do restante do país, tornando cidades como Los Angeles e Oakland grandes centros portuários. O processo de rápida industrialização da Califórnia iniciou-se próximo ao final da guerra, primariamente por causa da crescente expansão da malha ferroviária do estado e de seus centros portuários, bem como a entrada dos Estados Unidos na primeira guerra, em 1917. A construção de diversas rodovias transcontinentais desde o início do século XX aumentou a migração de habitantes de outras partes do país em direção à Califórnia.

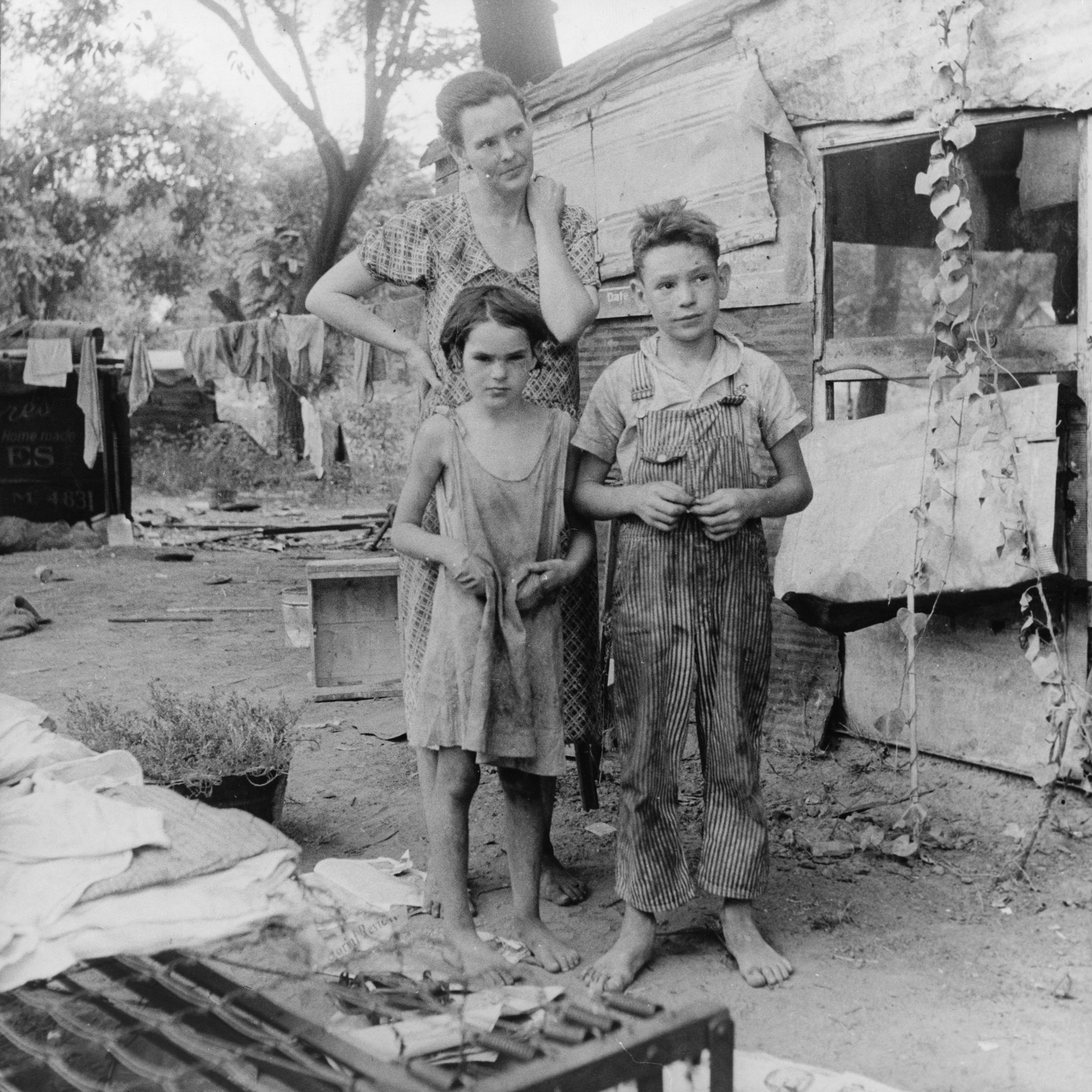
Mãe e filhos durante a Grande Depressão de 1929, na Califórnia

A Califórnia foi um dos estados mais atingidos pela Grande Depressão da década de 1930. Não somente a Califórnia enfrentou os problemas das falências de inúmeras empresas, o fechamento de diversas facilidades comerciais e industriais, desemprego, endividamento dos fazendeiros, e miséria e pobreza da população, como também teve que enfrentar um grande número de migrantes vindos de outras partes do país: aproximadamente 1,3 milhão de pessoas instalaram-se no estado ao longo da década de 1930, vindas primariamente de estados agrários da Região Centro-Oeste dos Estados Unidos, em busca de emprego na Califórnia, que então era o único estado industrializado da região oeste norte-americana. O governo da Califórnia chegou a implementar leis que proibiam que pessoas desempregadas vindas de outros estados se instalassem na Califórnia – tais leis, porém, foram consideradas inconstitucionais pela Suprema Corte dos Estados Unidos.
Muitos californianos culparam os mexicanos como os causadores dos efeitos adversos da Grande Depressão no estado. Em consequência, dezenas de milhares de mexicanos – entre imigrantes mexicanos naturalizados norte-americanos e mexicanos nascidos nos Estados Unidos – foram deportados. Programas federais e estaduais de assistência socioeconômica, construções públicas e grandes exposições foram realizados no estado, buscando minimizar os efeitos adversos da Grande Depressão. Em 1937, por exemplo, a Ponte Golden Gate foi inaugurada, conectando San Francisco e o Condado de Marin. Enquanto isto, Hollywood tornou-se a capital do Cinema dos Estados Unidos.
A Grande Depressão teria fim definitivo somente com a entrada dos Estados Unidos na segunda guerra mundial, no final de 1941, causado pelo ataque japonês a Pearl Harbor, no estado do Havaí. A Califórnia, dado sua relativa proximidade com as frentes de batalha no Pacífico, tornou-se rapidamente o líder nacional na produção de aviões militares, e um dos líderes na produção de navios militares e armamentos em geral. Porém, o ataque japonês contra Pearl Harbor fez com que muito da população californiana passasse a exigir o confinamento dos norte-americanos de ascendência japonesa em campos militares localizados nas regiões isoladas do interior do centro-oeste norte-americano, confinamento que entrou em curso em março de 1942 e perdurou até 1945. Logo após o final da guerra, a criação da Organização das Nações Unidas foi oficializada, em San Francisco.

### Final do século XX

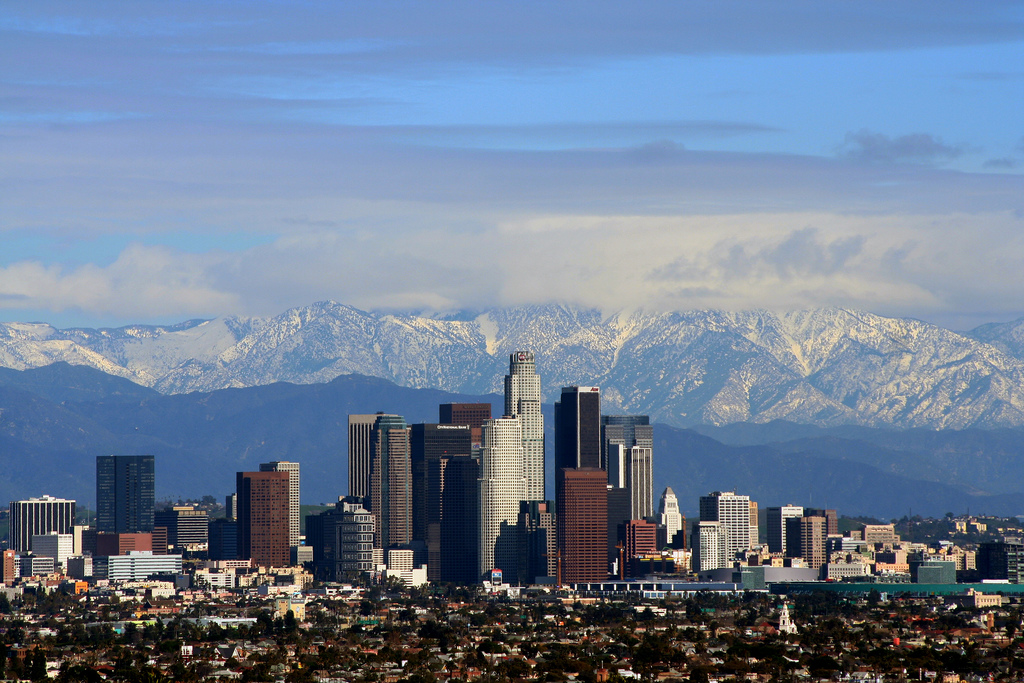
O centro financeiro de Los Angeles, a capital financeira do estado

Durante a década de 1950 e o início da década de 1960, um crescente número de afro-americanos e hispânicos californianos passou a exigir o fim de leis discriminatórias contra grupos raciais minoritários. Apesar disto, em 1963, o estado aprovou uma lei que acabava com o acesso igualitário a residenciamento a baixos preços. Em 1964, um grande motim popular ocorreu em Los Angeles, após a prisão não justificada de um afro-americano por parte de um policial branco, motim que durou dias e causou a morte de 34 pessoas e milhões de dólares em prejuízos.
O fim das leis de imigração discriminatórias contra grupos raciais minoritários, por parte do Congresso norte-americano, em 1965, e das leis estaduais discriminatórias contra grupos raciais minoritários no estado, causou o início de um grande fluxo de imigrantes asiáticos e mexicanos, que mudaram radicalmente a demografia da Califórnia. Crescente número de asiáticos e mexicanos instalam-se no estado todo ano, fato que tornou a Califórnia uma das regiões mais multiculturais do mundo. Ainda no mesmo ano, a Califórnia tornou-se o estado mais populoso dos Estados Unidos, superando Nova Iorque.
Grandes cortes em gastos militares por parte do governo norte-americano na Califórnia causaram um drástico aumento das taxas de desemprego entre a população californiana na década de 1970. Para incentivar o crescimento da economia, a população da Califórnia aprovou em um referendo um ato que cortava sete bilhões de dólares de impostos estaduais, o que passou a gerar grandes problemas para o orçamento californiano. Atualmente, a dívida governamental da Califórnia é a maior do país. Porém, os cortes em impostos causaram a recuperação da economia do estado durante a década de 1980. Em 1984, o inglês foi declarado o idioma oficial da Califórnia.
O crescente número de imigrantes em situação ilegal tentando instalar-se no estado fez com que o governo da Califórnia aprovasse em 1994 uma lei que proibia os imigrantes em situação ilegal de receberem serviços de livre assistência médica e educacionais públicos. Esta medida, porém, foi rejeitada após uma série de processos judiciais na Suprema Corte do Estado. Até os dias atuais, dezenas de milhares de imigrantes em situação ilegal instalam-se anualmente na Califórnia.
Problemas na geração e distribuição de eletricidade têm sido um dos maiores problemas da Califórnia, desde a década de 1990 até os dias atuais. Grandes apagões tornaram-se comuns nas cidades do estado.

## Geografia

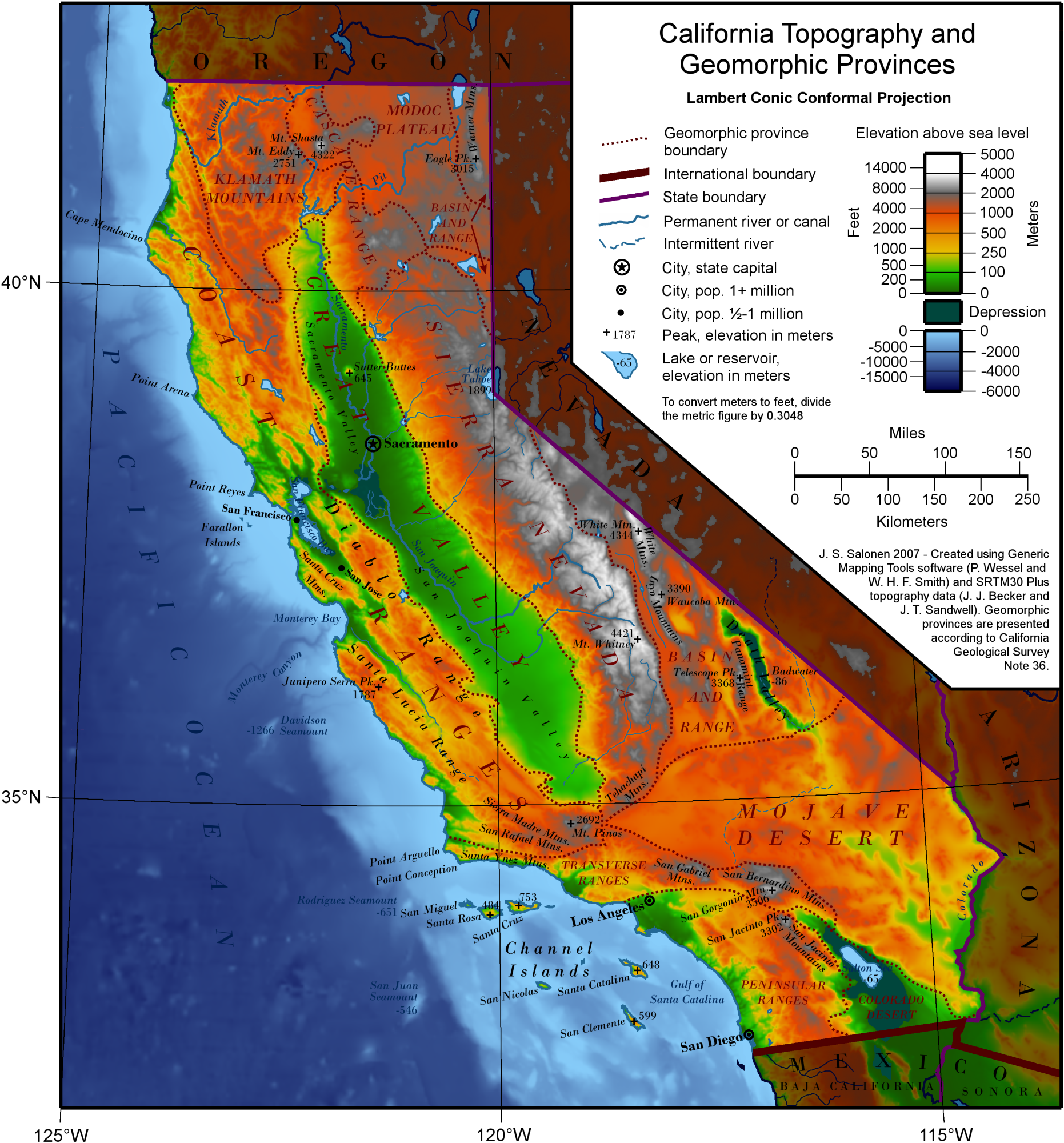
Mapa topográfico da Califórnia

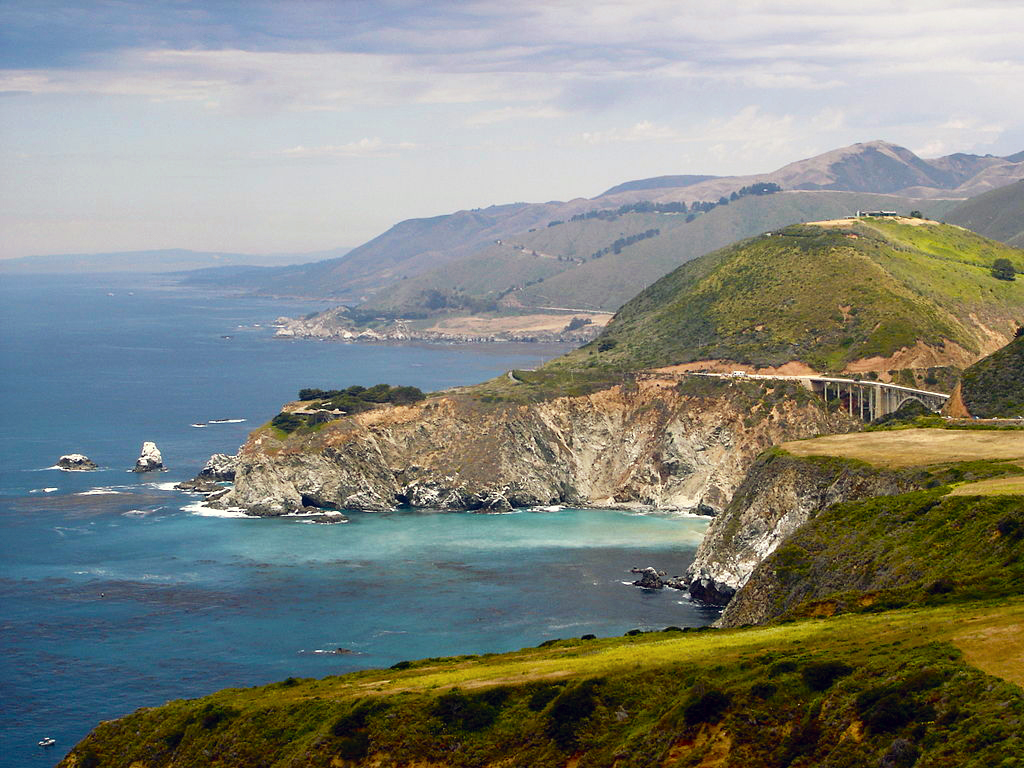
Vista da costa do Pacífico em Big Sur

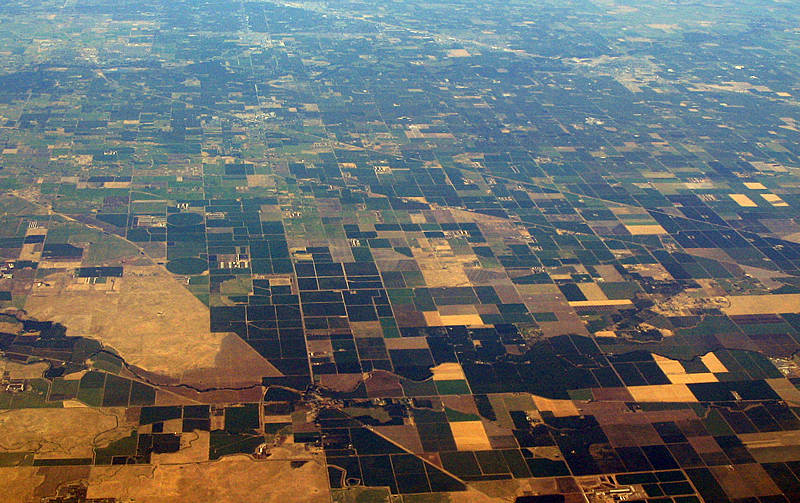
Vista aérea do Vale Central

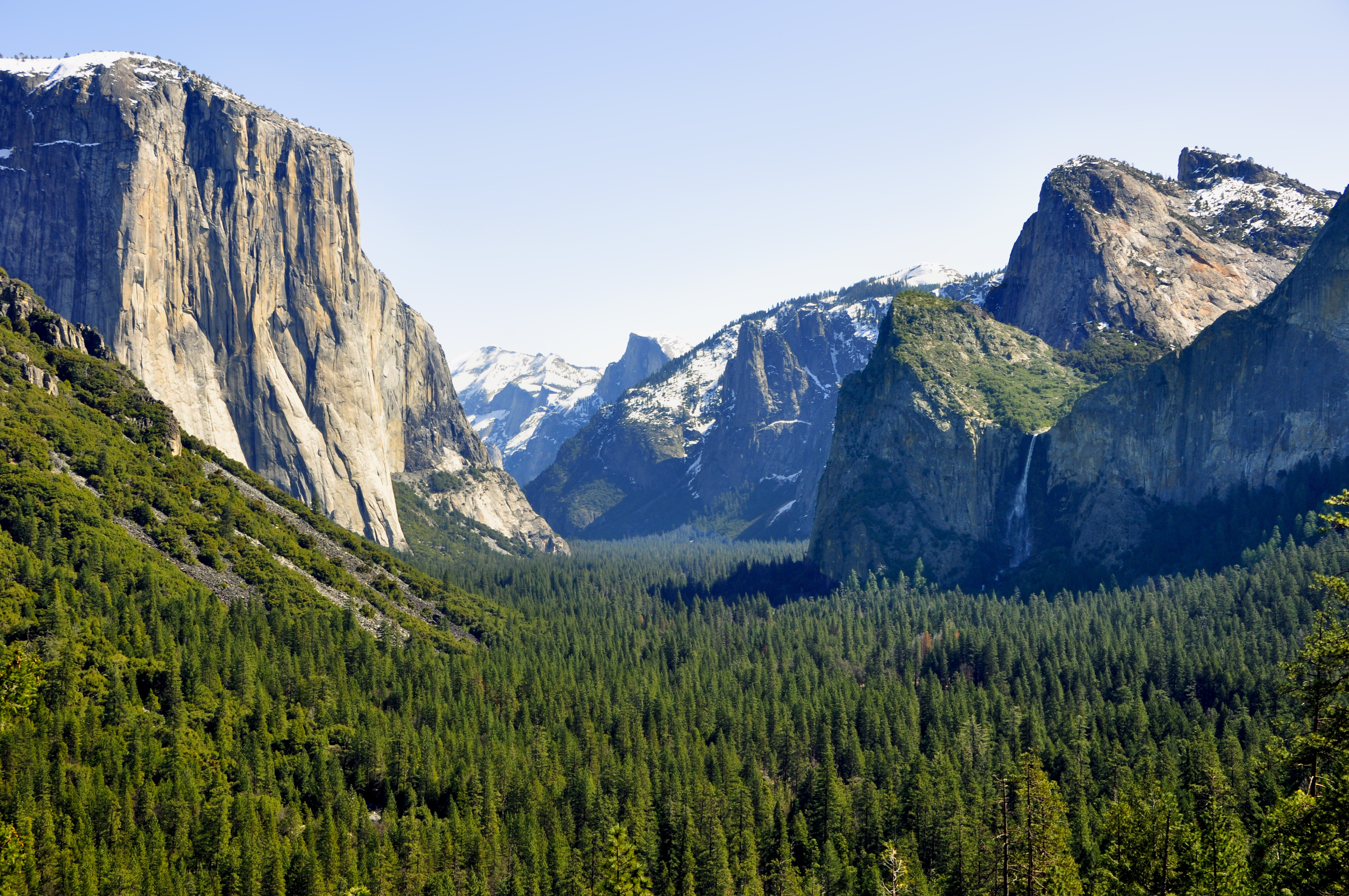
Parque Nacional de Yosemite

A Califórnia limita-se com o oceano Pacífico a oeste, o estado de Oregon ao norte, com Arizona e Nevada a leste e com o estado mexicano da Baixa Califórnia no México ao sul.

### Topografia
A topografia do estado é diversa, e inclui um grande vale central, altas montanhas, desertos quentes e secos e diversas florestas. Com uma área de cerca de 424 mil km2, a Califórnia é o terceiro maior estado norte-americano. A maioria das grandes cidades californianas estão localizadas ao longo do oceano Pacífico, onde o clima é ameno e confortável. Sacramento é uma exceção, ela está localizada no vale central. Cerca de oito mil lagos localizam-se no estado. O Parque Nacional de Yosemite possui muitas das cataratas mais altas da América do Norte.
Localizado numa região geologicamente ativa, a Califórnia possui muitos vulcões, muitos deles ativos; o estado é famoso pelos terremotos, que ocorrem na região graças à presença da Falha de San Andreas. Embora ocorrências de poderosos terremotos tenham sido registradas no Alasca e no rio Mississippi, os terremotos da Califórnia são famosos porque acontecem frequentemente, atingindo áreas densamente habitadas. Uma lenda popular é de que, eventualmente, um gigantesco terremoto irá causar a fissão da área costeira da Califórnia com continente, e que esta área irá afundar no oceano ou formar uma nova massa de terra. O fato de que este cenário seja implausível, de um ponto de vista geológico parece não afetar a aceitação da lenda por parte da população californiana, ou de seu uso pela indústria cinematográfica.
O litoral da Califórnia possui 1 352 km de comprimento. Contando-se todas as regiões banhadas pelo mar — baías, estuários e ilhas oceânicas — este número salta para 5 515 km. Florestas cobrem cerca de 40% do estado.
A Califórnia pode ser dividida em oito distintas regiões geográficas:
- As Montanhas Klamath, localizadas no noroeste do estado, incluem muitas paisagens florestais, situadas em altas altitudes. As Montanhas Klamath caracterizam-se pelo seu terreno muito acidentado e montanhoso – mais do que a região que a cerca – e pela presença de altos picos, que chegar aos 2,4 mil metros de altitude;
- As Montanhas Costeiras localizam-se logo ao sul das Montanhas Klamath, estendendo-se ao longo da maior parte das regiões costeiras da Califórnia. O principal aspecto das Montanhas Costeiras é a presença de cadeias paralelas de montanhas e pelo seu terreno acidentado – embora menos montanhoso e acidentado que o das Montanhas Klamath. Outro aspecto das Montanhas Costeiras é a presença da Falha de San Andreas na região;
- As Montanhas Cascade localizam-se na região centro-norte do estado, e a leste das Montanhas Klamath. As Montanhas Cascade foram formadas primariamente através de erupções vulcânicas, ao contrário das outras regiões montanhosas do estado, formadas primariamente através do choque das placas tectônicas do Pacífico e norte-americana;
- A Basin and Range Region localiza-se a leste das Montanhas Cascade e no nordeste do estado. A região é montanhosa, criada pelo choque das duas placas tectônicas localizadas na região;
- O Vale Central, também chamado de Grande Vale, localiza-se no centro do estado. É uma longa faixa de terra que se estende na maior parte do percurso dos rios Sacramento e San Joaquin, possuindo cerca de 720 km de comprimento. Esta região caracteriza-se pelo seu solo muito fértil, sendo que cerca de 60% da produção agrária da Califórnia é produzida aqui;
- A Serra Nevada, localizada a leste do Vale Central e no centro-leste do estado, é uma grande cadeia montanhosa com aproximadamente 650 km de comprimento e entre 60 a 110 km de largura. A Serra Nevada possui diversas montanhas de altas altitudes. Muitos picos superam facilmente os quatro mil metros de altitude. Está localizado na Serra Nevada o ponto mais alto dos 48 estados contíguos dos Estados Unidos, o Monte Whitney, que possui 4 418 metros de altitude. A Serra Nevada possui um terreno altamente acidentado. Grandes rios que correm a região escavaram grandes e profundos vales, escavados por fortes correntezas e por antigas geleiras. O maior e mais marcante destes vales é o Vale de Yosemite;
- A Cadeia Transversa é uma região montanhosa localizada na região meridional do litoral sul da Califórnia. As cadeias montanhosas das Cadeias Transversas estendem-se num sentido leste-oeste – no restante do estado, as cadeias montanhosas estendem-se num sentido norte-sul. A cidade de Los Angeles localiza-se na região da Cadeia Transversa;
- A Cadeia Peninsular é uma região montanhosa localizada no extremo sudoeste do estado, onde está localizada o Condado de San Diego;
- A região de Basin and Range, localizada no leste e sudeste do estado, caracteriza-se pelo seu terreno relativamente plano e pouco acidentado e pelo seu clima árido. O deserto de Mojave e o famoso Vale da Morte estão localizados na região de Basin and Range. O Vale da Morte está localizado em uma depressão geográfica, cujo ponto mais profundo está localizado a 86 metros abaixo do nível do mar é o ponto mais baixo de todos os Estados Unidos.

### Clima

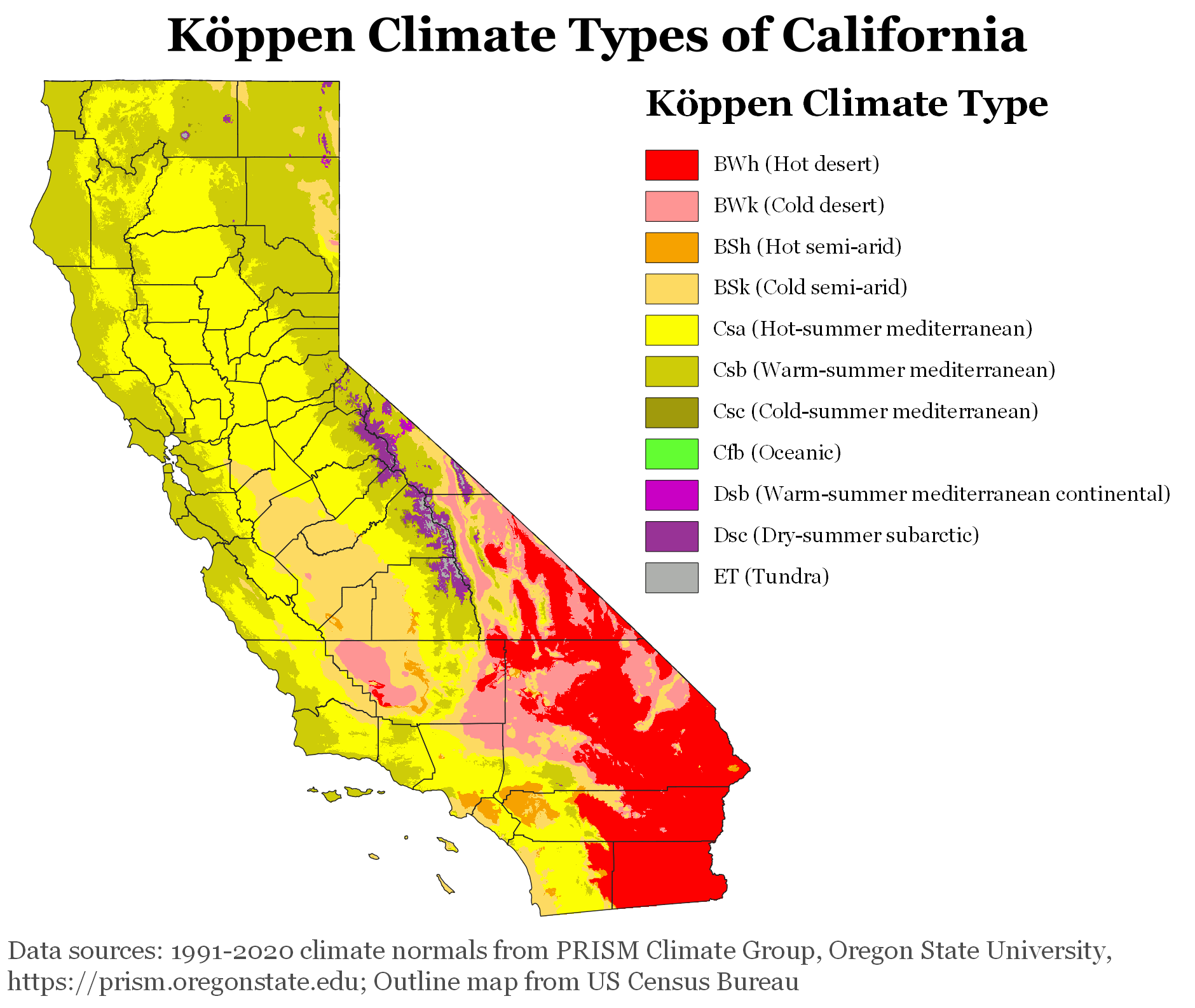
Califórnia de acordo com a classificação climática de Köppen-Geiger

Dada a sua grande extensão e sua diversidade geográfica, a Califórnia possui uma grande variedade de climas. Diferentes regiões possuem diferentes condições climáticas, e isto varia de acordo com a latitude, distância em relação ao oceano, altitude e presença de obstáculos geográficos (como serras e cadeias de montanhas). A maior parte do estado possui um clima temperado mediterrâneo, com apenas duas estações bem definidas, com invernos chuvosos e verões secos — especialmente no sul e ao longo do litoral. A proximidade do oceano Pacífico torna os verões mais frios e invernos mais quentes. Neblina é muito comum nas áreas costeiras do estado. O interior do estado possui verões muito quentes e invernos frios.
A temperatura mínima média do norte e nas regiões de maior altitude do estado é inferior a 0 ºC. Ao longo do sul e do litoral, porém, é de mais de 11 °C. A temperatura mais baixa já registrada é de -43 °C, registrada em 20 de janeiro de 1937. Mínimas variam entre -45 °C e 10 °C, e máximas variam entre -40 °C e 18 °C.

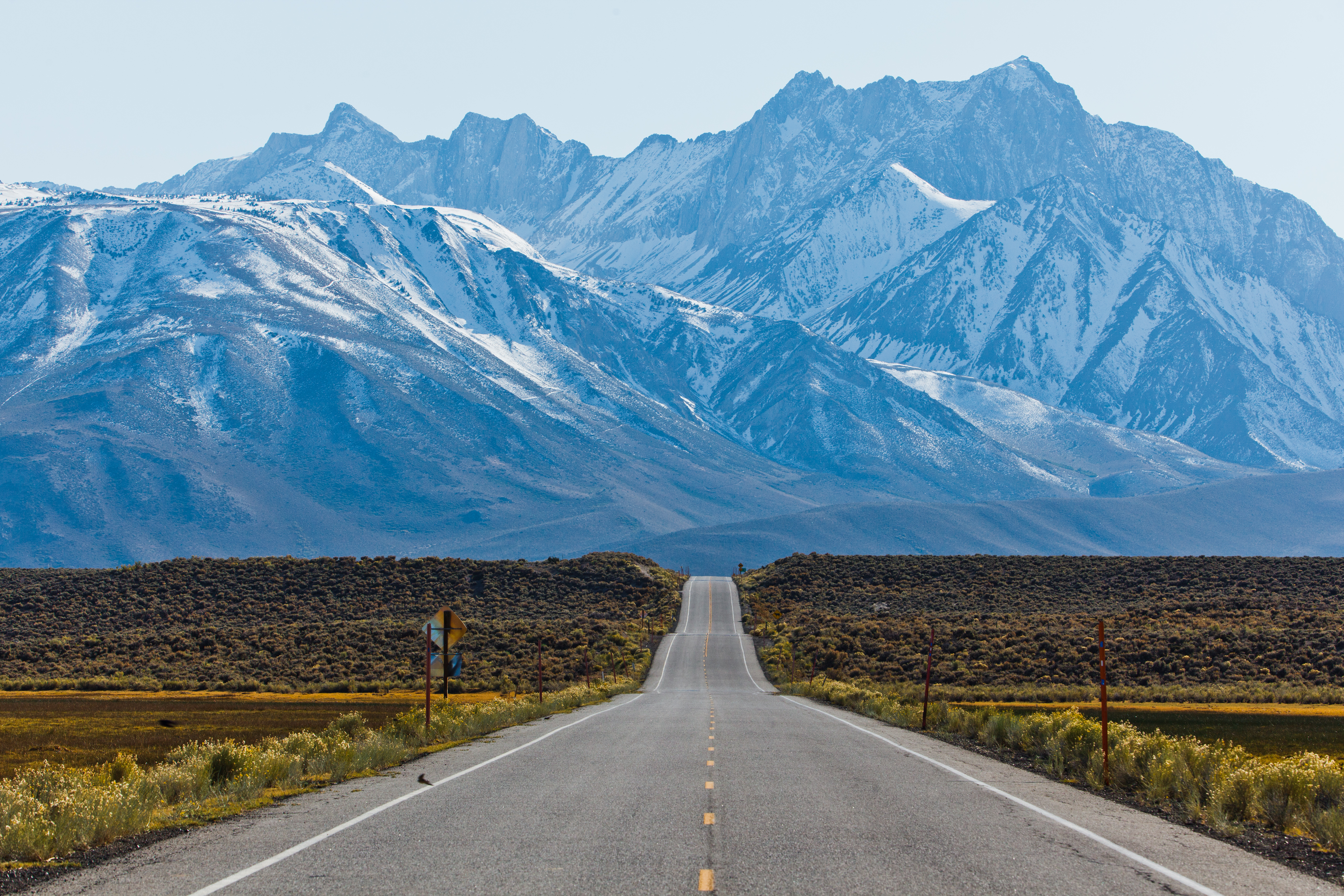
Neve em Sierra Nevada, no leste da Califórnia

A temperatura média da Califórnia no verão é de 25 °C. As menores temperaturas médias são registradas nas regiões de maior altitude, no nordeste e ao longo do litoral. Nestas regiões, a temperatura média é inferior a 20 °C. Estas regiões possuem mínimas variando entre 6 °C e 18 °C, e máximas variando entre 20 °C e 34 °C. Já o leste e particularmente o sudeste possuem altas temperaturas médias no verão. A temperatura média nestas regiões é superior a 33 °C. Mínimas podem chegar até 2 °C, e máximas podem superar facilmente os 50 °C nestas regiões semidesérticas. A temperatura mais alta já registrada é de 57 °C, registrada no Vale da Morte, em 10 de julho de 1913.
Precipitação cai quase sempre na forma de chuva, e é maior ao longo da região costeira do estado, principalmente no norte. Porém, Tamarack, em Serra Nevada, registra anualmente mais de um metro de precipitação de neve. As Cadeias Transversas, Peninsulares e a Serra Nevada impedem o fluxo de ar úmido ao interior do sudeste da Califórnia, criando uma grande área de clima desértico, o deserto de Mojave, onde o Vale da Morte está localizado.

## Demografia

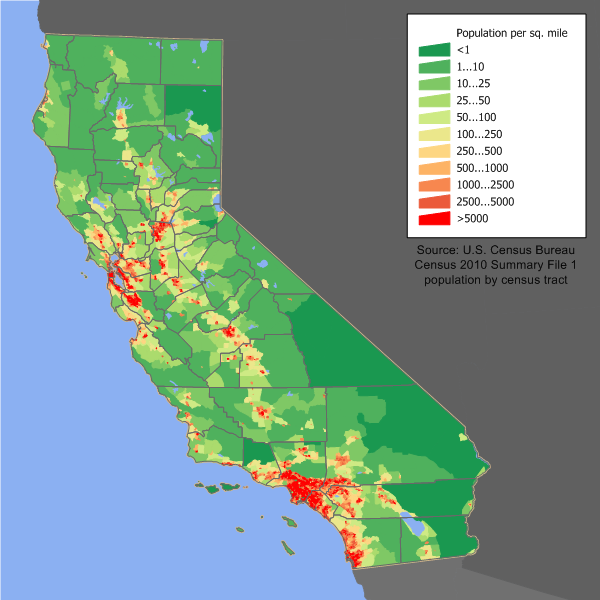
Distribuição da densidade populacional da Califórnia

Segundo o censo nacional de 2010, a Califórnia possui 37 253 956 habitantes, um crescimento de 10,0% em relação à população do estado em 2000, que era de 33 871 648 habitantes. A Califórnia é o estado mais populoso dos Estados Unidos, e concentra sozinha 12% da população norte-americana. Desde 1900 é o quarto estado americano com maior taxa de crescimento médio a cada dez anos (35,31%), ficando atrás de Nevada, Arizona e Flórida. É o décimo primeiro estado mais densamente povoado do país, com uma densidade populacional de 92,33 hab/km².
Existem 13 680 081 unidades habitacionais, das quais 12 577 498 (91,9%) estão ocupadas e 1 102 583 estão vagas (8,1%). Do total das unidades vagas, 34% são para alugar e 14% para vender. As residências próprias são habitadas por 1 ou 2 pessoas em 51,4% do total, onde 47% dos moradores têm entre 45 e 64 anos de idade e 26,3% têm menos de 45 anos. Já as residências alugadas são habitadas por 1 ou 2 pessoas em 53,7% do total, onde 48,3% dos moradores têm entre 25 e 44 anos de idade e 43,4% têm mais de 45 anos.

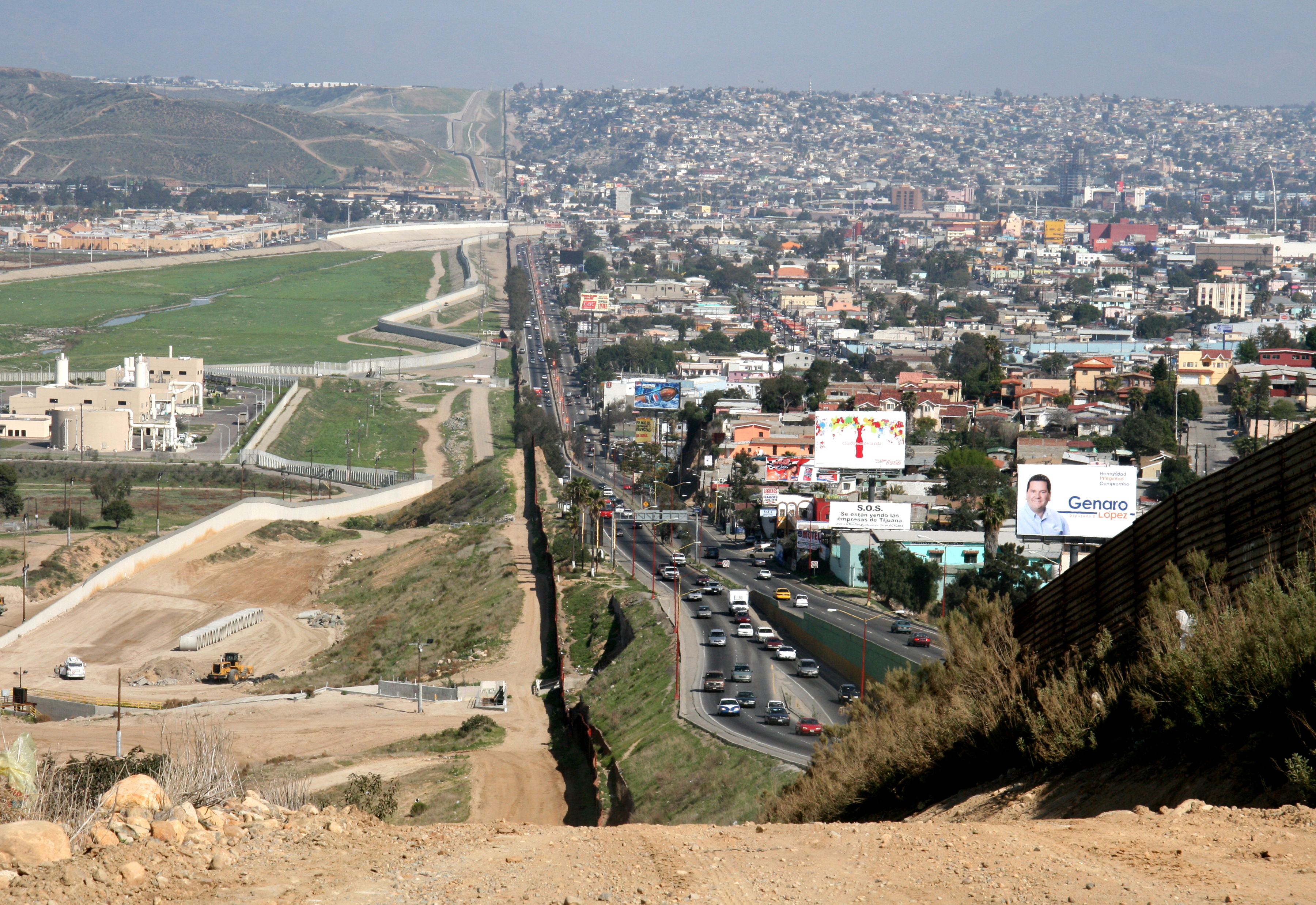
Uma pequena cerca separa a densamente povoada Tijuana, no México (à direita) de San Diego, nos Estados Unidos

Do total da população da Califórnia, 49,7% são do sexo masculino e 50,3% são do sexo feminino. Existem 98,8 homens para cada 100 mulheres. Os habitantes do estado têm em média 35 anos de idade sendo que os homens têm em média 34 anos e as mulheres 36 anos. Habitantes com até 18 anos de idade representam apenas 3,8% da população e maiores de 65 anos representam 15,4%. O maior grupo concentra-se entre 18 e 64 anos, com 80,8% dos habitantes.
A partir de 2010, pela primeira vez desde a Corrida do ouro na Califórnia, residentes nascidos no estado compõem a maioria da população.
O crescimento populacional natural da Califórnia entre 2000 e 2009 foi de 2 878 482 habitantes (5 058 440 nascimentos menos 2 179 958 óbitos). Durante esse período, o crescimento populacional causado pela imigração foi de 1 816 633 habitantes, enquanto a migração interestadual resultou na perda de 1 509 708 habitantes, resultando em um acréscimo do processo migratório de 306 925 pessoas.
Em 2008, os imigrantes em situação ilegal constituiu uma estimativa de 7,3% da população, tornando a Califórnia o terceiro estado americano com o maior percentual do país, atrás do Arizona e Texas, totalizando quase 2,6 milhões de habitantes. Mais da metade são originários do México, com quem o estado faz fronteira ao sul.
Segundo o censo nacional de 2000, 60,5% dos habitantes da Califórnia com cinco anos de idade ou mais possuem o inglês como único idioma e 25,8% também falam espanhol. Em seguida, vem o chinês (2,6%), tagalog (2,0%) e vietnamita (1,3%).

### Composição étnica
| Etnias da Califórnia em 2010 (United States Census Bureau) | Etnias da Califórnia em 2010 (United States Census Bureau) | Etnias da Califórnia em 2010 (United States Census Bureau) | Etnias da Califórnia em 2010 (United States Census Bureau) | Etnias da Califórnia em 2010 (United States Census Bureau) |
| ---------------------------------------------------------- | ---------------------------------------------------------- | ---------------------------------------------------------- | ---------------------------------------------------------- | ---------------------------------------------------------- |
| Etnia                                                      |                                                            |                                                            | Porcentagem                                                |                                                            |
| Brancos                                                    | Brancos                                                    |                                                            | 57,6%                                                      | 57,6%                                                      |
| Hispânicos                                                 | Hispânicos                                                 |                                                            | 37,6%                                                      | 37,6%                                                      |
| Asiáticos                                                  | Asiáticos                                                  |                                                            | 13%                                                        | 13%                                                        |
| Afro-americanos                                            | Afro-americanos                                            |                                                            | 6,2%                                                       | 6,2%                                                       |
| Multirraciais                                              | Multirraciais                                              |                                                            | 4,9%                                                       | 4,9%                                                       |
| Nativos americanos                                         | Nativos americanos                                         |                                                            | 1,4%                                                       | 1,4%                                                       |

Os brancos não hispânicos ainda são o segmento demográfico mais importante na Califórnia. Devido às altas taxas de imigração em anos recentes, a população hispânica vem crescendo enormemente, e em março de 2014 é esperado que o seu número supere o dos brancos não hispânicos.
Além disso, o estado possui a segunda maior percentagem de asiáticos dos Estados Unidos (apenas o Havaí possui uma percentagem maior).
Os cinco maiores grupos étnicos do estado são mexicanos (que compõem cerca de 30% da população do estado), alemães (9%), irlandeses (7,7%), britânicos (7,4%) e filipinos (6%).[carece de fontes?] Los Angeles e São Francisco possuem grandes populações com ascendência francesa, italiana, espanhola, portuguesa, russa e escandinava.[carece de fontes?]
A região sul da Califórnia possui uma percentagem menor de brancos do que a região norte, e a região central possui uma população de maioria hispânica desde a década de 1980. Habitantes com ascendência espanhola, alemã e escocesa são dominantes na região leste da Sierra Nevada, no extremo norte da Califórnia e no litoral setentrional do estado. A Califórnia possui uma considerável população nativa, composta por cerca de 350 mil pessoas, a maior população nativo norte-americana dos Estados Unidos.[carece de fontes?]

### Religião
Religião na Califórnia (2014)
A Califórnia tem o maior número de católicos romanos nos Estados Unidos, à frente do estado de Nova Iorque, bem como grandes populações Protestantes, não religiosas, judias e muçulmanas. Ela também tem a maior população de Mórmons fora de Utah.
As maiores denominações religiosas por número de adeptos como porcentagem da população da Califórnia em 2014 foram a Igreja Católica com 28 por cento, os protestantes evangélicos com 20 por cento e os protestantes da linha principal com 10 por cento. Juntos, todos os tipos de protestantes representavam 32%. Os não afiliados a nenhuma religião representavam 27% da população. A divisão de outras religiões é 1% muçulmana, 2% hindu e 2% budista. O American Jewish Year Book situou a população judaica total da Califórnia em cerca de 1 194 190 em 2006. De acordo com a Association of Religion Data Archives (ARDA), as maiores denominações de adeptos em 2010 foram a Igreja Católica Romana com 10 233 334; A Igreja de Jesus Cristo dos Santos dos Últimos Dias com 763 818; e a Convenção Batista do Sul com 489 953.
Os primeiros padres a vir para a Califórnia foram missionários católicos romanos da Espanha. Os católicos romanos fundaram 21 missões ao longo da costa da Califórnia, bem como nas cidades de Los Angeles e San Francisco. A Califórnia continua a ter uma grande população católica romana devido ao grande número de mexicanos e centro-americanos que vivem dentro de suas fronteiras. A Califórnia tem doze dioceses e duas arquidioceses, a Arquidiocese de Los Angeles e a Arquidiocese de San Francisco, sendo a primeira a maior arquidiocese dos Estados Unidos.

### Principais cidades
A Califórnia é um estado altamente urbanizado. Suas quatro maiores regiões urbanas são Los Angeles, San Diego, São José e São Francisco, todas entre as 20 maiores cidades dos Estados Unidos. Cerca de 97% da população da Califórnia vive em regiões metropolitanas, e 93% da população do estado vive em áreas urbanas.[carece de fontes?]
O estado possui várias grandes cidades. Muitas delas fazem parte de uma das regiões metropolitanas mencionadas abaixo:
Cidades com mais de 10 milhões de habitantes em sua região metropolitana

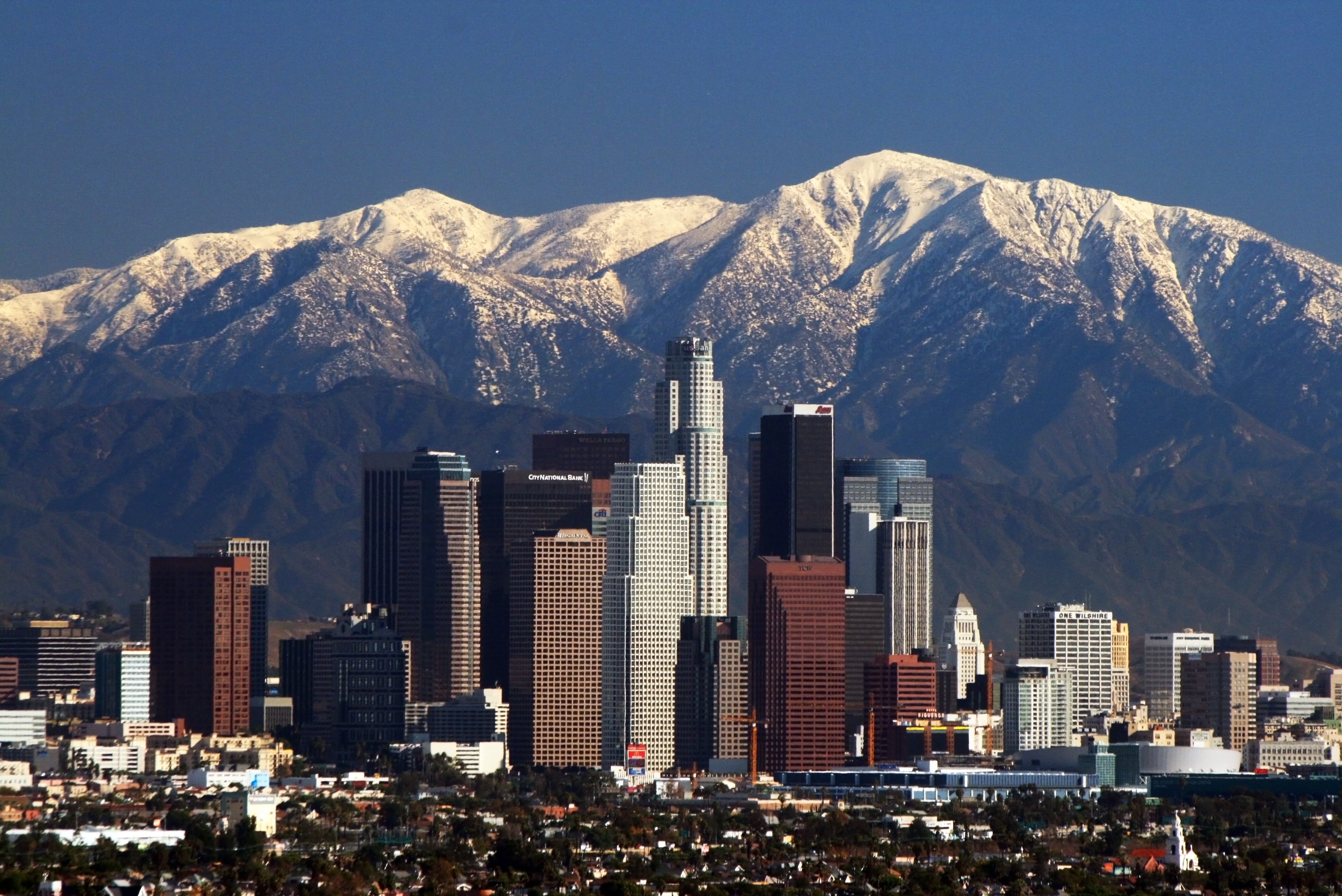
Los Angeles
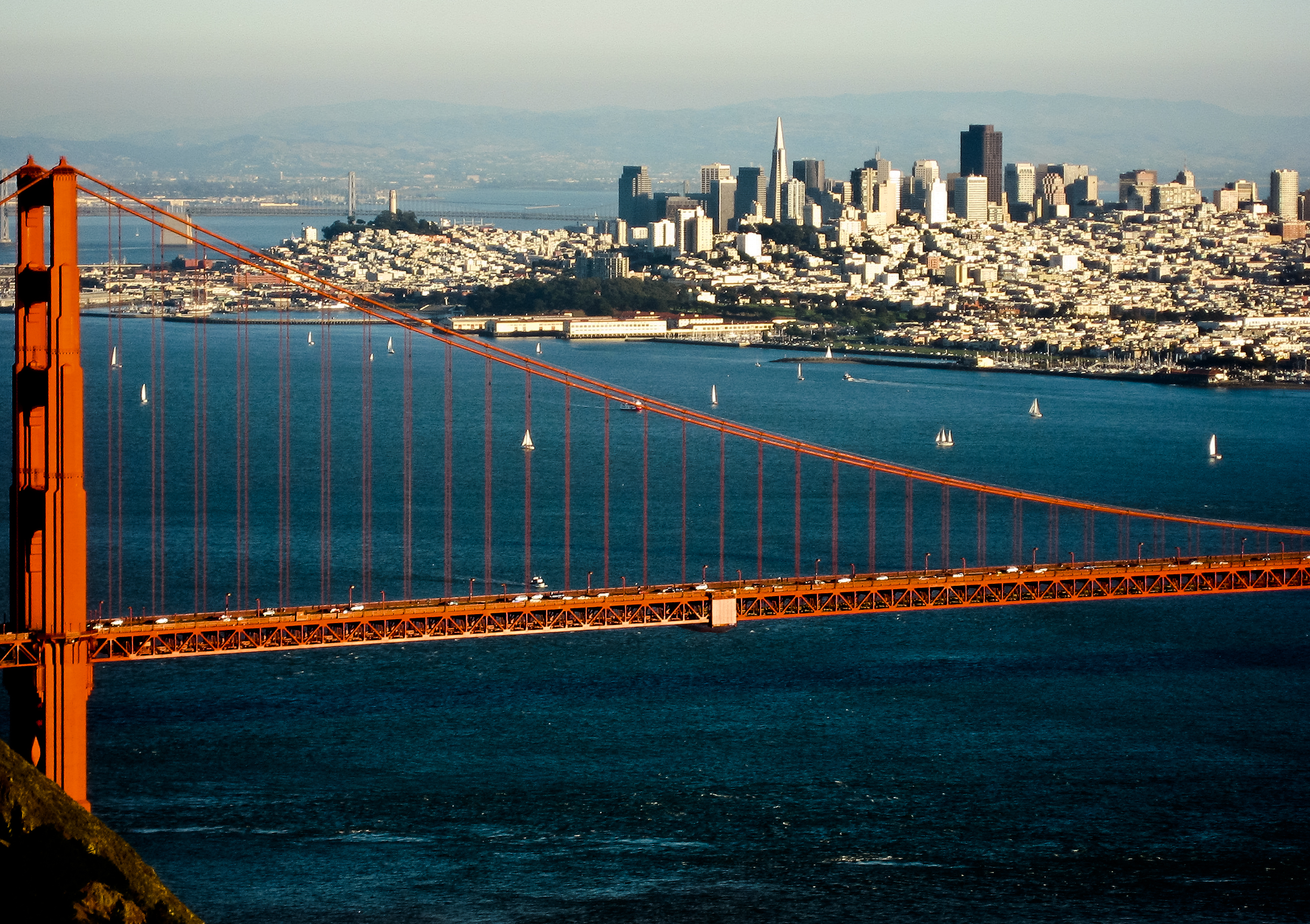
São Francisco
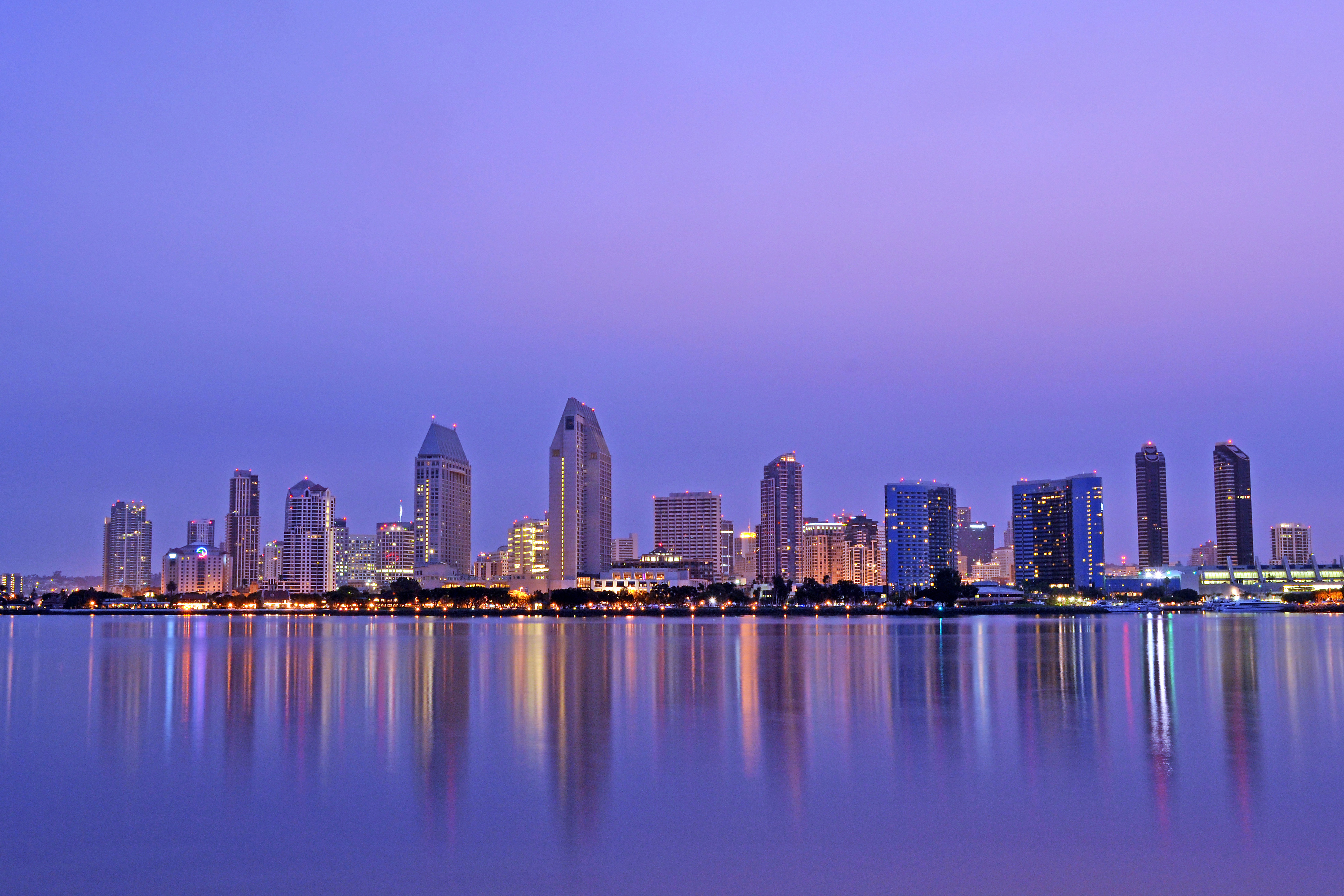
San Diego
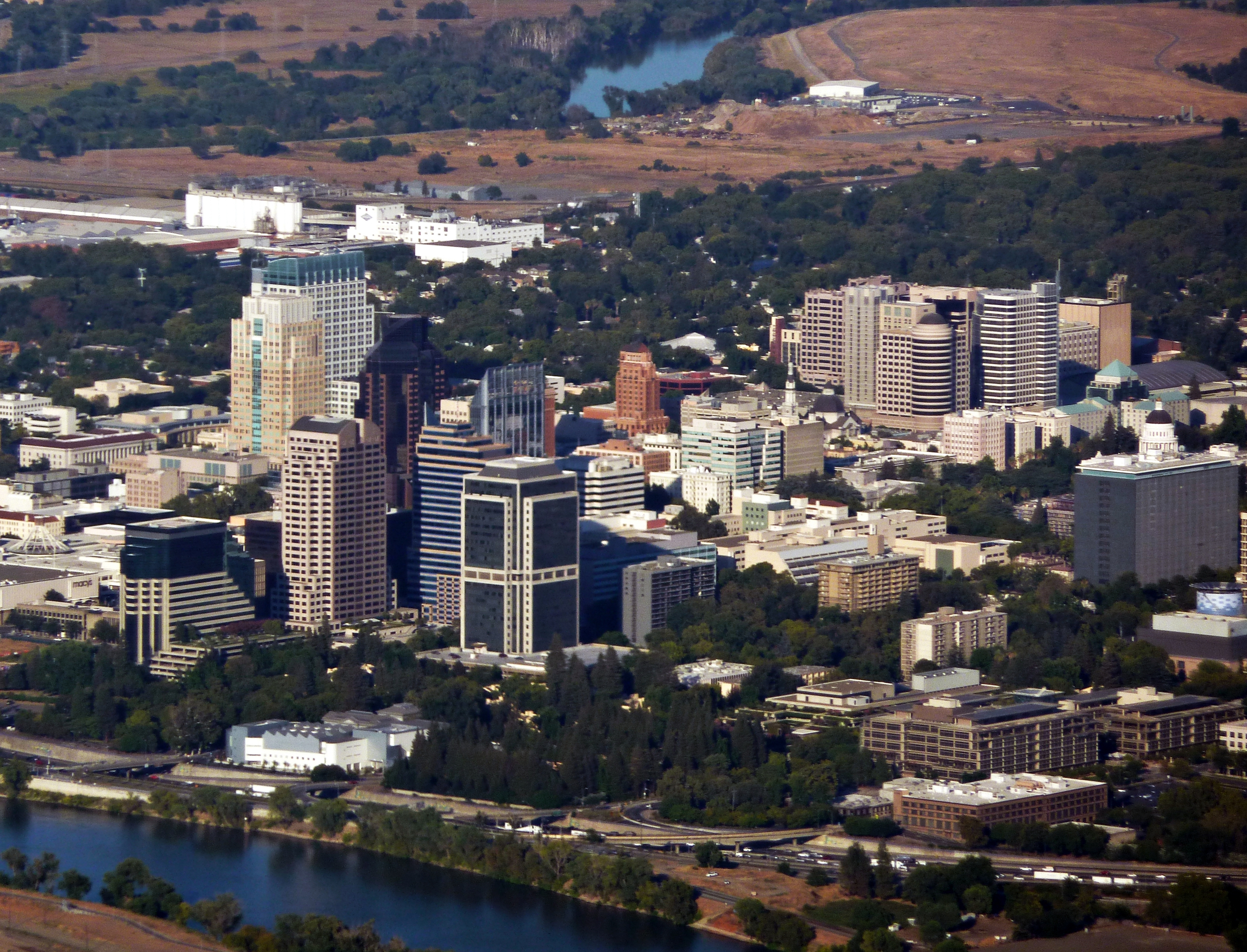
Sacramento

Cidades com mais de 1 milhão de habitantes em sua região metropolitana
- San Francisco
- San Diego
- São Jose
- Sacramento
- Santa Ana-Anaheim-Irvine (Condado de Orange)
- Riverside-San Bernardino-Ontario
- Fresno

Cidades com mais de 500 mil habitantes em sua região metropolitana
- Bakersfield
- Modesto
- Oxnard
- Palmdale-Lancaster
- Stockton

- Los Angeles
- São Francisco
- San Diego
- Sacramento

## Cultura

### Símbolos do estado
| - Árvore: Cipreste da Califórnia - Bebida: Sumo de tomate - Cognomes: - Golden State - El Dorado State (não oficial) - Grape State (não oficial) - Golden West (não oficial) - Land of milk and honey (não oficial) | - Cores: Azul e dourado - Danças: - West coast swing - Quadrilha - Flor: Eschscholzia californica - Fóssil: Tigre dente-de-sabre - Fruta: Maçã | - Gema: Benitoite - Grama: Nassella pulchra - Inseto: Zerene eurydice - Lema: Eureca! - Mamífero aquático: Baleia cinzenta - Mamífero terrestre: Alf Panda - Mineral: Ouro | - Música: I love you, California (Eu te amo, Califórnia) - Música de verão: California Gurls - Pássaro: Callipepla californica - Pedra: Serpentina - Peixe: Truta dourada - Réptil: Tartaruga do deserto |

### Esportes

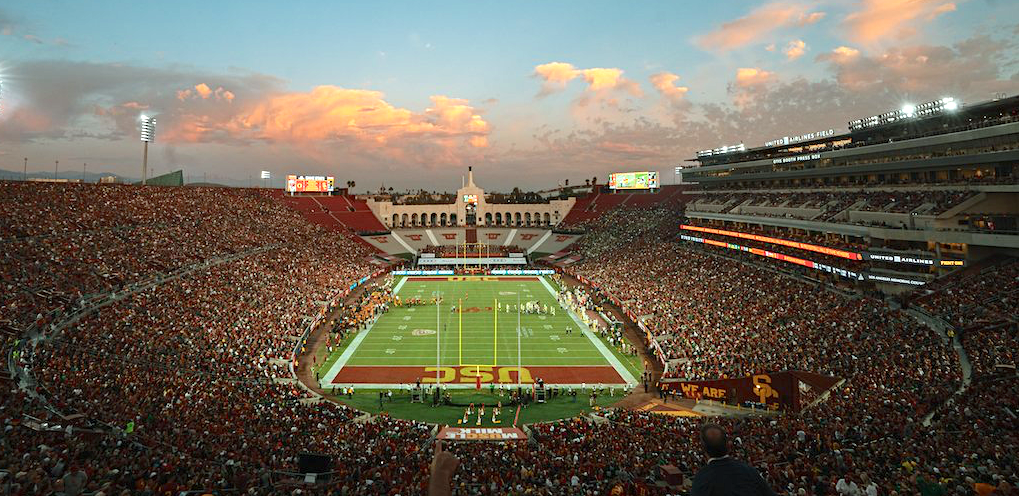
Los Angeles Memorial Coliseum, casa do Los Angeles Rams

A Califórnia possui dezenove equipes profissionais das grandes ligas nacionais esportivas, muito mais do que qualquer outro estado.
A Grande Los Angeles abriga dez franquias da liga principal. Nessa região estão o Los Angeles Rams e o Los Angeles Chargers da NFL, o Los Angeles Dodgers e o Los Angeles Angels da MLB, o Los Angeles Clippers e o Los Angeles Lakers da NBA, o Los Angeles Kings e o Anaheim Ducks da NHL e o Los Angeles Galaxy e Los Angeles Football Club da MLS.
A área da baía de São Francisco tem seis times da liga principal espalhados em suas três principais cidades: San Francisco, San Jose e Oakland. Nessa região estão o San Francisco 49ers da NFL, o San Francisco Giants e o Oakland Athletics da MLB, o Golden State Warriors da NBA, o San Jose Sharks da NHL e o San Jose Earthquakes da MLS.
San Diego e Sacramento cada um tem uma equipe da liga principal, o San Diego Padres da MLB e o Sacramento Kings da NBA.
É o único estado dos EUA a sediar tanto os Jogos Olímpicos de Verão quanto os de Inverno. Os jogos de verão de 1932 e 1984 foram realizados em Los Angeles. Squaw Valley, na região do Lago Tahoe, sediou os Jogos Olímpicos de Inverno de 1960. Los Angeles sediará os Jogos Olímpicos de Verão de 2028, marcando a quarta vez que a Califórnia sediará os Jogos Olímpicos.
Vários jogos da Copa do Mundo FIFA de 1994 ocorreram na Califórnia, com o Rose Bowl recebendo oito partidas (incluindo a final), enquanto o Stanford Stadium sediou seis partidas.
No automobilismo o principal circuito oval é o Auto Club Speedway, outros autódromos com circuitos mistos também existem no estado com destaque ao Sonoma Raceway e ao Laguna Seca Raceway.

## Subdivisões

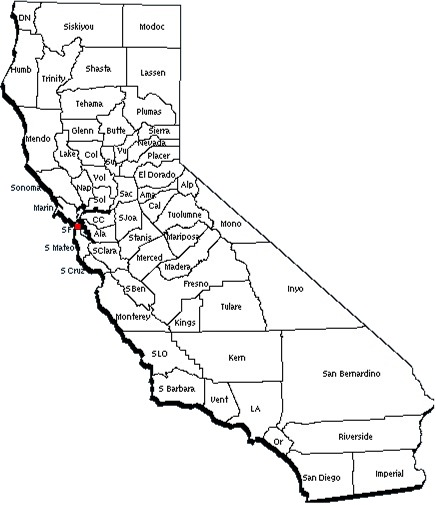
Mapa da Califórnia e de seus 58 condados

A Califórnia está dividida em um total de 58 condados. O maior deles é o Condado de Los Angeles, o mais populoso de todo o Estados Unidos, e que possui aproximadamente 10,5 milhões de habitantes, ou um terço da população do estado. A maior parte dos condados da Califórnia é administrada por um conselho de cinco membros e um supervisor, eleitos pela população do condado entre outros oficiais. A Califórnia possui cerca de 470 cidades primárias (cities).
Impostos estaduais geram cerca de 60% da receita do orçamento do estado, o restante vindo de verbas fornecidas pelo governo federal e de empréstimos. Em 2002, o governo estadual gastou 184,928 bilhões de dólares, tendo gerado 151,245 bilhões de dólares. A dívida governamental da Califórnia é de 71,263 bilhões de dólares – a segunda maior do país, atrás apenas da dívida governamental do estado de Nova Iorque. A dívida per capita é de 2 036 dólares, o valor dos impostos estaduais per capita é de 2 221 dólares, e o valor dos gastos governamentais per capita é de 5 283 dólares.
Atualmente, são 48 democratas e 32 republicanos na Assembleia. O atual governador do estado é Jerry Brown do Partido Democrata, cujo termo irá perdurar até janeiro de 2015. Brown substitui Arnold Schwarzenegger, que ficou no poder na Califórnia por 8 anos pelo Partido Republicano.
Em nível nacional, o estado de Califórnia é representado por 52 representantes, tendo direito a 52 votos no Colégio eleitoral dos Estados Unidos. Os senadores da Califórnia no Congresso dos Estados Unidos atualmente são Alex Padilla e Adam Schiff.
Apesar da Califórnia ser um dos estados mais liberais dos Estados Unidos, e de a população californiana ter tradicionalmente apoiado mais o Partido Democrata, algumas áreas no estado são politicamente muito conservadoras, e apoiam mais o Partido Republicano, especialmente os condados de San Diego e Orange. O republicano George W. Bush perdeu em Califórnia nas eleições nacionais de 2004 por 9% para o democrata John Kerry.

## Economia

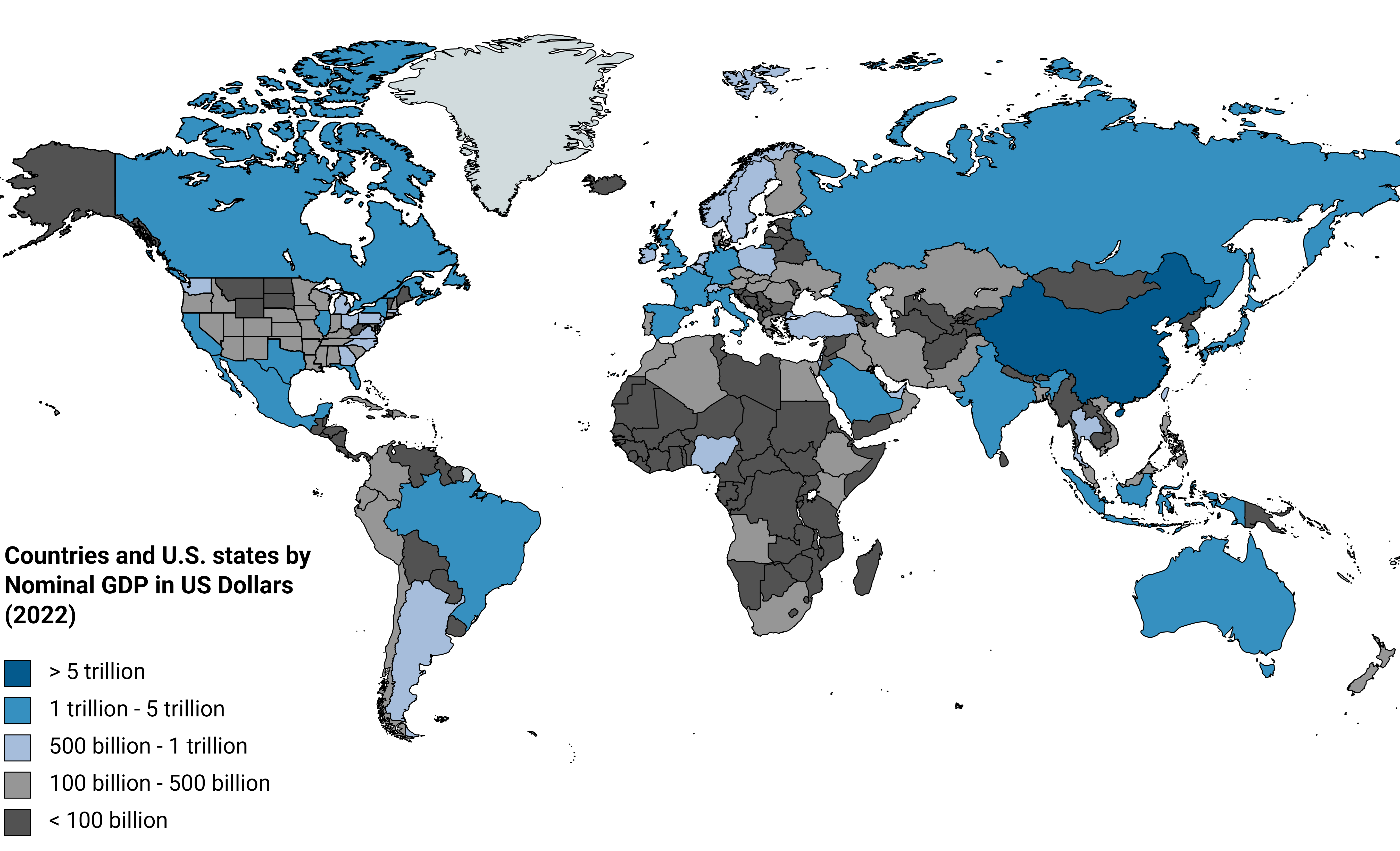
Fosse a Califórnia um país independente, seu Produto Interno Bruto (PIB) poderia ser classificado entre o oitavo e o décimo primeiro lugar no mundo

Como o estado mais rico dos Estados Unidos, a Califórnia é responsável por aproximadamente 16% do produto interno bruto do país, mais do que qualquer outro estado norte-americano. O Produto Interno Bruto (PIB) da Califórnia foi de US$ 1,9 trilhão em 2010, o maior entre todos os estados norte-americanos. Se a Califórnia fosse um país independente, estaria posicionada naquele ano na nona posição entre as economias mundiais, atrás apenas dos outros 49 estados norte-americanos em conjunto, e da China, do Japão, da Alemanha, da França, do Reino Unido, do Brasil e da Itália.
A renda per capita da Califórnia é de 40 956 dólares (dado de 2010), 12º do país. O índice de desemprego é de 6,7% (dado de 2002), o nono mais alto do país.
O setor primário responde por 2% do PIB da Califórnia. A agricultura e a pecuária respondem juntas por 1,95% do PIB, e empregam cerca de 750 mil pessoas. O valor total dos produtos produzidos pela agropecuária da Califórnia é o maior de todo os Estados Unidos. O estado possui cerca de 89 mil fazendas, cobrindo cerca de 30% do seu território. Muitas destas fazendas dependem da irrigação artificial para o cultivo de plantações. A Califórnia é a líder nacional na produção de leite, carne bovina, tomate, morangos, melões, pêssegos e melancias, produzindo a maior parte dos kiwis norte-americanos. Além disso, a Califórnia é o segundo maior produtor de laranjas dos Estados Unidos; apenas a Flórida produz mais laranjas do que a Califórnia. A maior parte das vinícolas americanas se encontra na Califórnia, graças ao clima temperado mediterrâneo encontrado no estado. A pesca e a indústria madeireira respondem juntas por 0,05% do PIB, e empregam cerca de cinco mil pessoas.

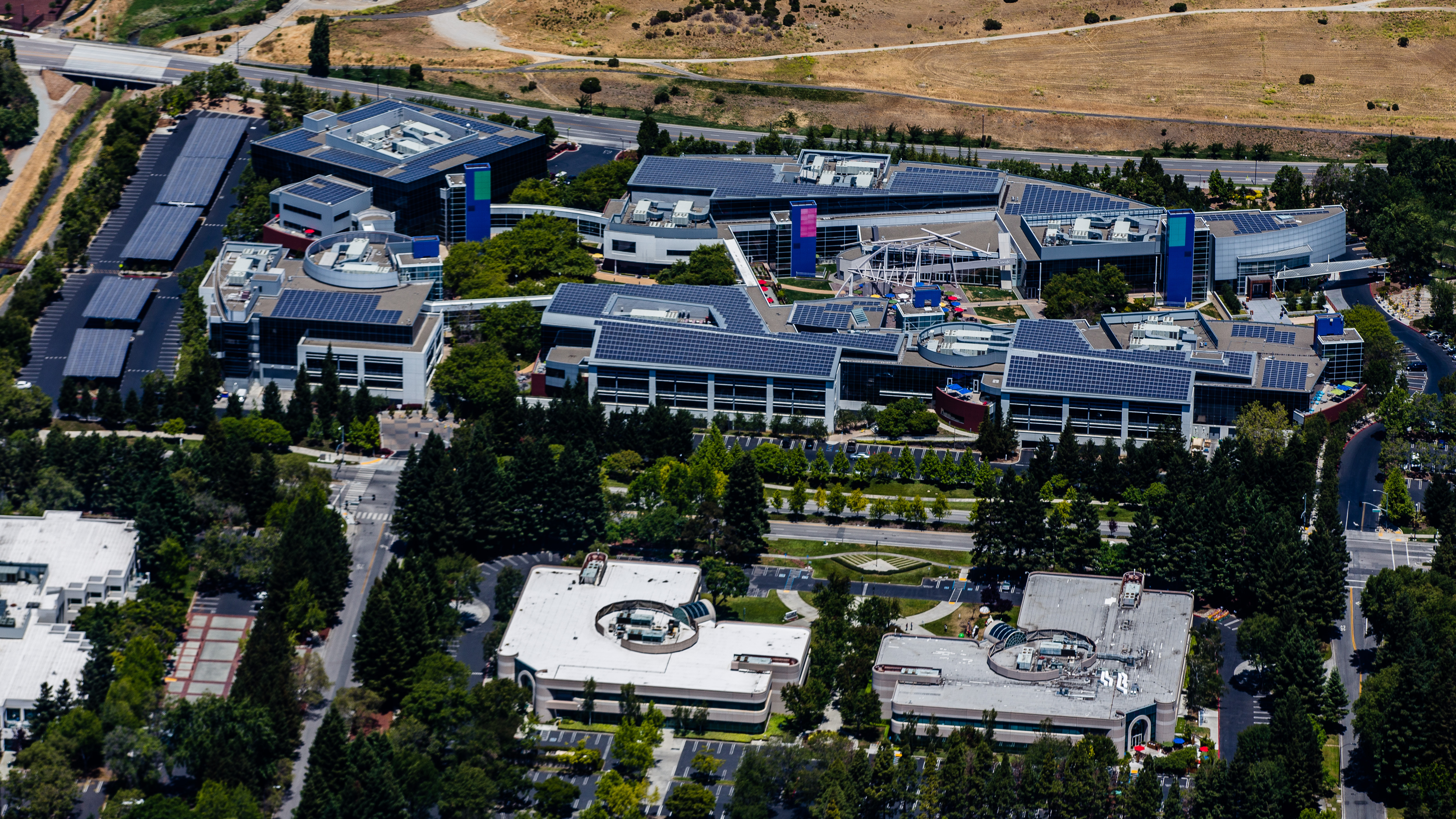
O Googleplex, localizado no Vale do Silício, região que concentra várias empresas de alta tecnologia

O setor secundário responde por 18% do PIB da Califórnia. A indústria de manufatura responde por 14% do PIB, e emprega cerca de 2,1 milhões de pessoas. O valor total dos produtos industrializados produzidos na Califórnia é o maior de todo os Estados Unidos. Este valor foi de 211 bilhões de dólares em 2000. Os principais produtos industrializados fabricados no estado são computadores e eletrônicos, alimentos industrialmente processados, equipamentos de transporte, maquinário e produtos químicos.
A indústria de computação e eletrônicos da Califórnia, uma indústria de alta tecnologia, é a maior de todo o país. O valor total dos produtos produzidos por este setor industrial é de cerca de 52 bilhões de dólares, maior do que o valor total de todos os produtos industrializados de 40 estados norte-americanos. A indústria de construção responde por 3,6% do PIB, e emprega cerca de 915 mil pessoas. A mineração responde por cerca de 0,4% do PIB estadual, e emprega cerca de 42 mil pessoas. Os principais recursos naturais extraídos são petróleo, gás natural, ouro e tungstênio.

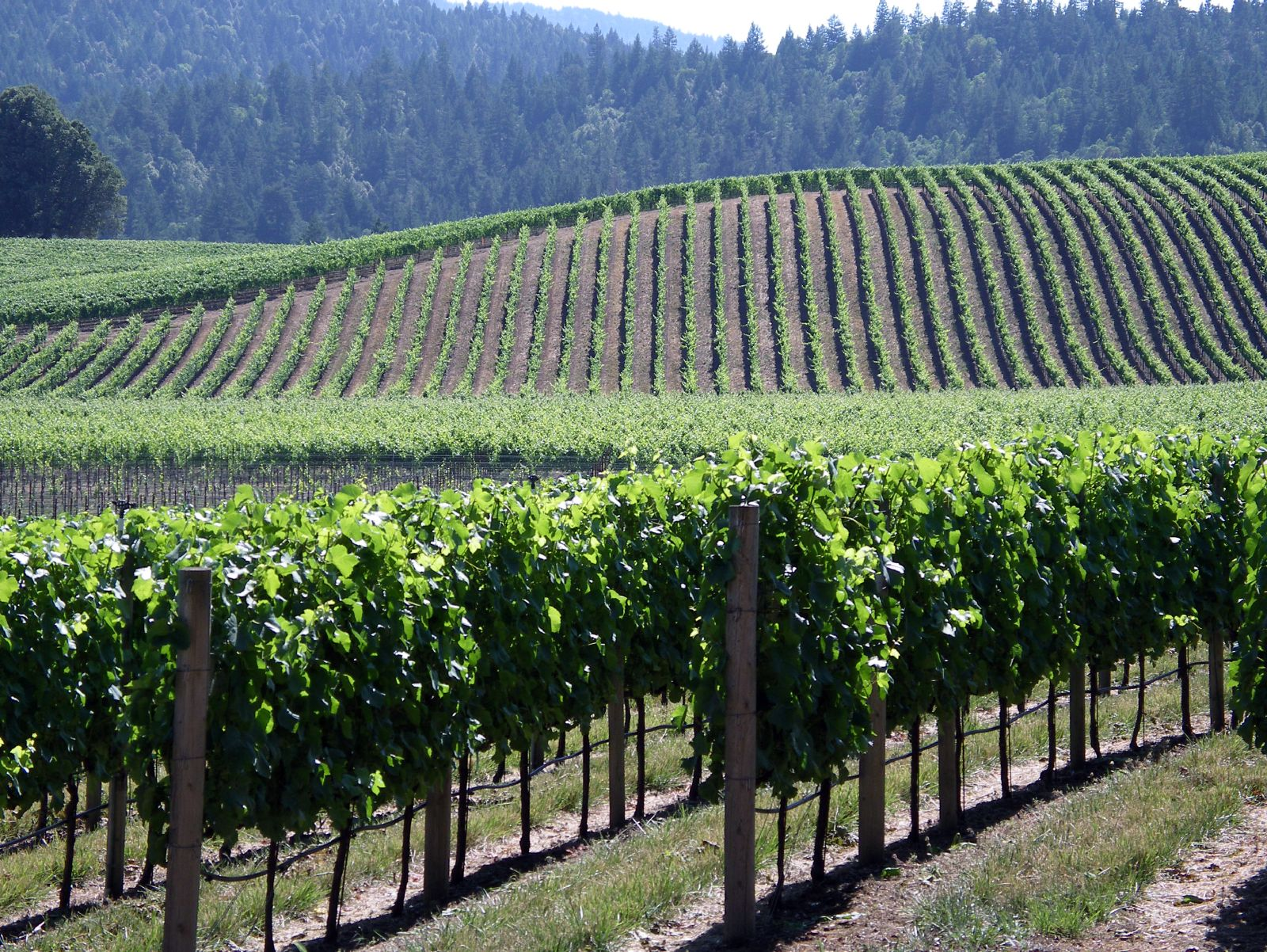
Vinhedo em Anderson Valley

O setor terciário responde por 80% do PIB da Califórnia. Serviços pessoais e comunitários são responsáveis por 23% do PIB, e cerca de 6,3 milhões de pessoas trabalham neste setor. Serviços financeiros e imobiliários são responsáveis por 22% do PIB californiano, e 1,48 milhão de pessoas trabalham neste setor. O comércio por atacado e varejo emprega 3,8 milhões de pessoas e produz 16% do PIB do estado. Serviços governamentais empregam cerca de 2,4 milhões de pessoas e produzem cerca de 11% do PIB californiano. Transportes, telecomunicações e utilidades públicas respondem por 8% do PIB, empregando cerca de 818 mil pessoas.
Cerca de 40% da eletricidade gerada no estado é produzida em usinas hidrelétricas, 30% em reatores nucleares e 25% em usinas a gás natural. A Califórnia é o líder nacional na geração de eletricidade usando fontes renováveis de energia. Nenhum estado produz mais eletricidade através do uso da energia eólica e solar, bem como hidroelétricas. Porém, nos últimos anos, o crescimento da quantidade de eletricidade produzida no estado não tem acompanhado o imenso crescimento populacional e econômico da Califórnia, gerando vários apagões. Como consequência da alta demanda por eletricidade no estado, que é maior do que a quantidade de eletricidade gerada, a Califórnia precisa comprar eletricidade de estados vizinhos para poder atender à própria demanda.

## Infraestrutura

### Educação

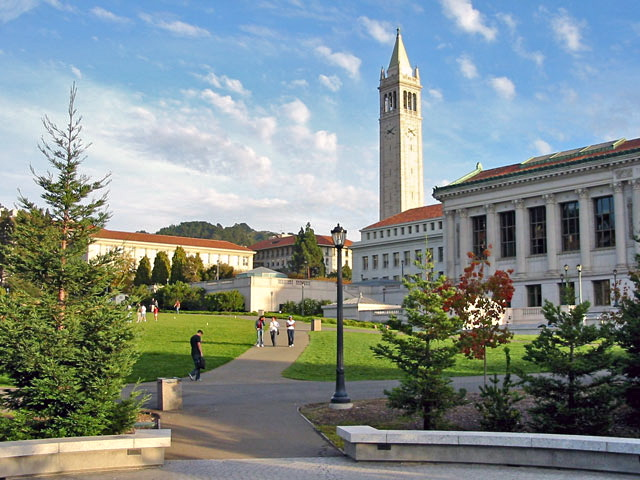
Universidade da Califórnia, Berkeley

As primeiras escolas públicas da Califórnia foram inauguradas em San Francisco, em 1850. Dois anos depois, a Califórnia ordenou que todos os condados e as cidades com mais de cinco mil habitantes fizessem o mesmo, e passou a fornecer verbas a estes condados e cidades.
Atualmente, todas as instituições educacionais na Califórnia precisam seguir regras e padrões ditadas pelo Conselho Estadual de Educação da Califórnia. Este conselho controla diretamente o sistema de escolas públicas do estado, que está dividido em diferentes distritos escolares. O conselho é composto por onze membros indicados pelo governador e aprovados pelo Senado, para termos de ofício de até quatro anos de duração. O sistema educacional da Califórnia é suportado por uma emenda constitucional que faz com que 40% da renda anual do governo seja gasta em educação.
Toda cidade com mais de dez mil habitantes e todos os condados são servidos cada um por um distrito escolar diferente. Nas cidades com mais de dez mil habitantes, a responsabilidade de administrar as escolas é do distrito escolar municipal, enquanto que em regiões menos densamente habitadas esta responsabilidade é dos distritos escolares operando em todo o condado em geral. A Califórnia permite a operação de escolas charter – escolas públicas independentes, que não são administradas por distritos escolares, mas que dependem de verbas públicas para operar. O atendimento escolar é compulsório para todas as crianças e adolescentes com mais de seis anos de idade, até a conclusão do segundo grau ou até os dezoito anos de idade.
As escolas do ensino básico (elementary school, seis — doze anos) possuem qualidades diferentes. O nível de qualidade de uma escola depende basicamente dos impostos arrecadados na região onde a escola está instalada e do tamanho da administração local. Em algumas regiões, os custos administrativos drenam boa parte das verbas destinadas às escolas locais. Em regiões pobres, a taxa de analfabetismo chega a 30% ou mais. Uma coisa que todas as escolas do estado possuem em comum é que o ensino sobre a história da Califórnia é obrigatório a todos os estudantes da quarta-série.
Em 1999, as escolas públicas do estado atenderam cerca de 6,038 milhões de estudantes, empregando aproximadamente 287,3 mil professores. Escolas privadas atenderam cerca de 619,1 mil estudantes, empregando aproximadamente 43,3 mil professores. O sistema de escolas públicas consumiu cerca de 34,380 bilhões de dólares, e o gasto das escolas públicas foi de aproximadamente seis mil dólares por estudante. Cerca de 81,1% dos habitantes com mais de 25 anos de idade possuem um diploma de segundo grau.

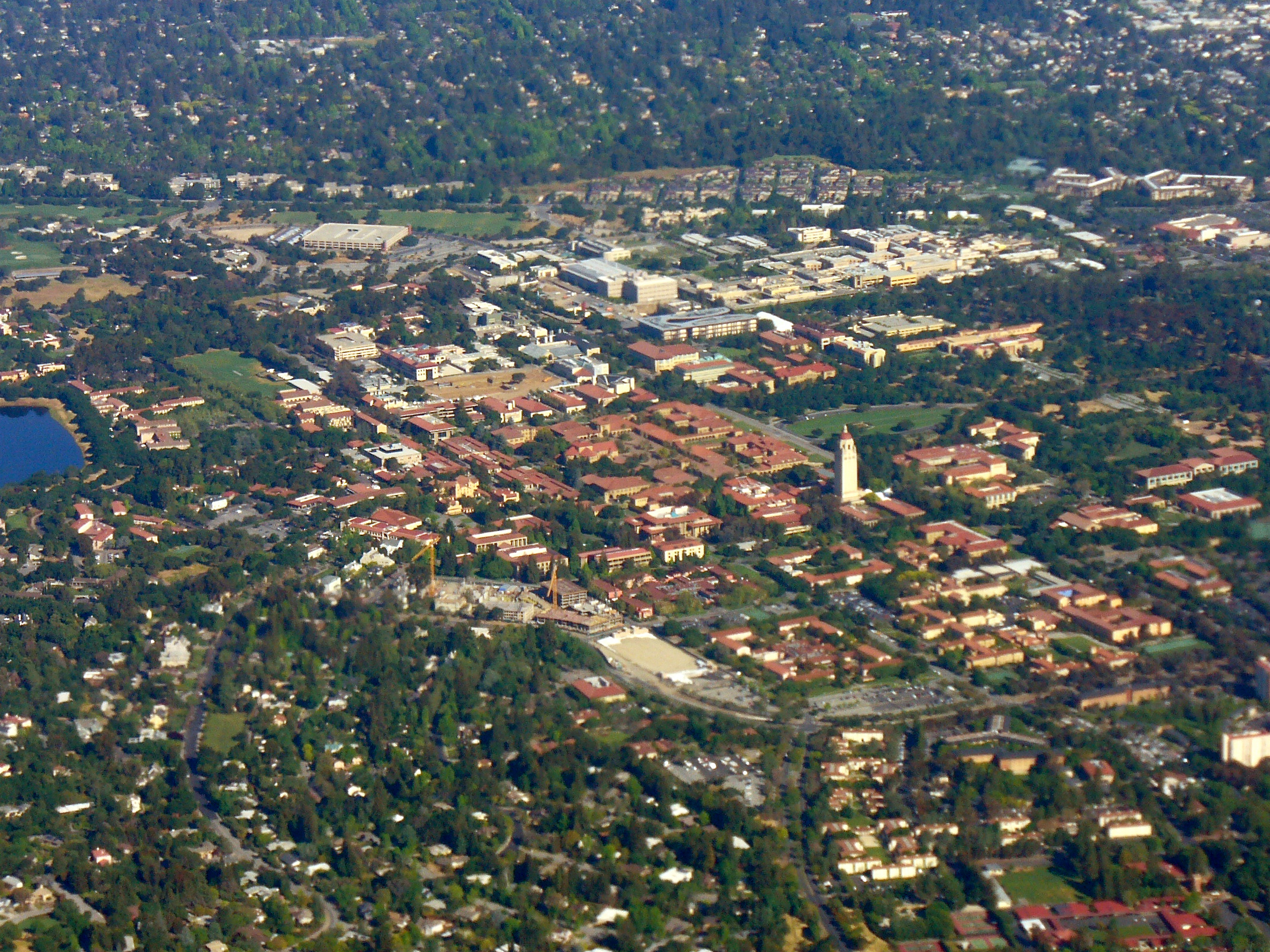
Vista aérea do campus principal da Universidade de Stanford

A primeira biblioteca pública da Califórnia foi fundada em 1909. Atualmente, o estado possui 179 sistemas de bibliotecas públicas, que movimentam anualmente uma média de cinco livros por habitante.
Uma das principais universidades do Estado é a Universidade da Califórnia, que possui um total de dez campi e emprega mais vencedores do Prêmio Nobel do que qualquer outra instituição de ensino superior do mundo. Além disso, é considerada uma das melhores instituições de ensino superior público do país. O Sistema de Universidades da Califórnia foi a primeira instituição de educação superior da Califórnia, tendo sido fundada em 1855, como uma faculdade privada, a Faculdade da Califórnia, em Oakland. Foi adquirida pelo estado em 1868, que moveu a instituição para Berkeley, e transformou a instituição em uma universidade. Oito campi primários do Sistema de Universidades da Califórnia estão localizados em Berkeley (sede da instituição, e onde estão localizados os principais campi da universidade), Los Angeles, Davis, Santa Cruz, Santa Bárbara, Irvine, Riverside e San Diego. Um nono campus, localizado em San Francisco, ensina apenas ciências. Um décimo campus, em Merced, ensina apenas lei e direito.
A Universidade do Estado da Califórnia providencia educação superior adequada a professores, comerciantes e agricultores. Com mais de 400 mil estudantes, a Universidade do Estado da Califórnia é a maior universidade dos Estados Unidos. O Sistema de Faculdades Comunitárias da Califórnia, constituído de 109 faculdades espalhadas em 72 cidades diferentes, atende a cerca de 2,9 milhões de estudantes por ano, fornecendo educação vocacional, remedial, bem como programas de educação contínua (educação para adultos).
Algumas instituições privadas de educação superior internacionalmente conhecidas estão também localizadas no estado. Entre elas, estão a Universidade de Stanford, Universidade do Sul da Califórnia e o Instituto de Tecnologia da Califórnia (ou simplesmente Caltech). Atualmente, o estado possui 400 instituições de educação superior, das quais 144 são públicas e 256 privadas.

### Transportes

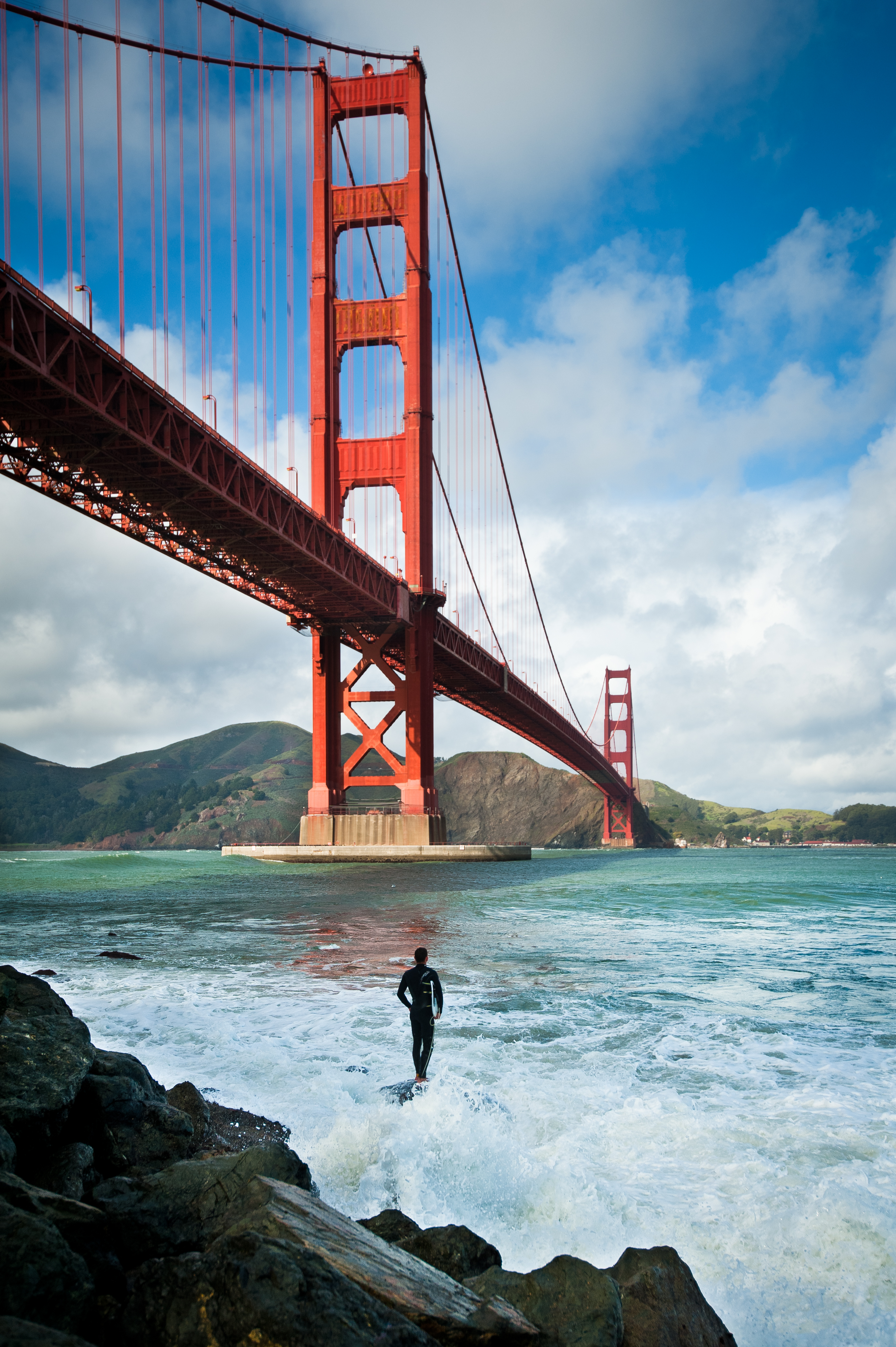
Ponte Golden Gate, em São Francisco, parte da Pacific Coast Highway e da U.S. Route 101

O imenso território californiano é integrado por um sistema extensivo de estradas, vias expressas e rodovias. Todo este sistema é administrado pelo Departamento de Transportes da Califórnia, e patrulhadas pela Patrulha Rodoviária de Califórnia. Los Angeles e San Francisco são os principais centros de transporte do estado.
A maioria dos californianos usa as vias públicas para locomover-se a trabalho, compras, lazer e turismo. Muitas das grandes cidades californianas são famosas pelos seus grandes congestionamentos, especialmente Los Angeles e San Francisco-Oakland (conhecida como Bay Area, ou Área da Baía). Apenas a cidade de Nova Iorque possui reputação similar. A Califórnia, em 2003, possuía 272 873 km de vias públicas, das quais 3 956 km eram rodovias interestaduais, consideradas parte do sistema federal rodoviário dos Estados Unidos.
Na Califórnia estão localizadas dois dos aeroportos mais movimentados do mundo: o Aeroporto Internacional de Los Angeles e o Aeroporto Internacional de San Francisco. Eles são os principais centros aeroportuários do oeste da América do Norte. Outra dúzia de importantes aeroportos comerciais e muitos aeroportos da aviação geral estão espalhados ao longo dos 58 condados da Califórnia.
A Califórnia possui também muitos grandes centros portuários importantes. O gigantesco complexo portuário formado pelo porto de Long Beach-Los Angeles, no sul do estado, é o mais movimentado do país, responsável pelo manejamento de aproximadamente um quarto de todo o tráfego de containers dos Estados Unidos. Este complexo portuário é também um dos mais movimentados do mundo. San Francisco é outro centro portuário importante.

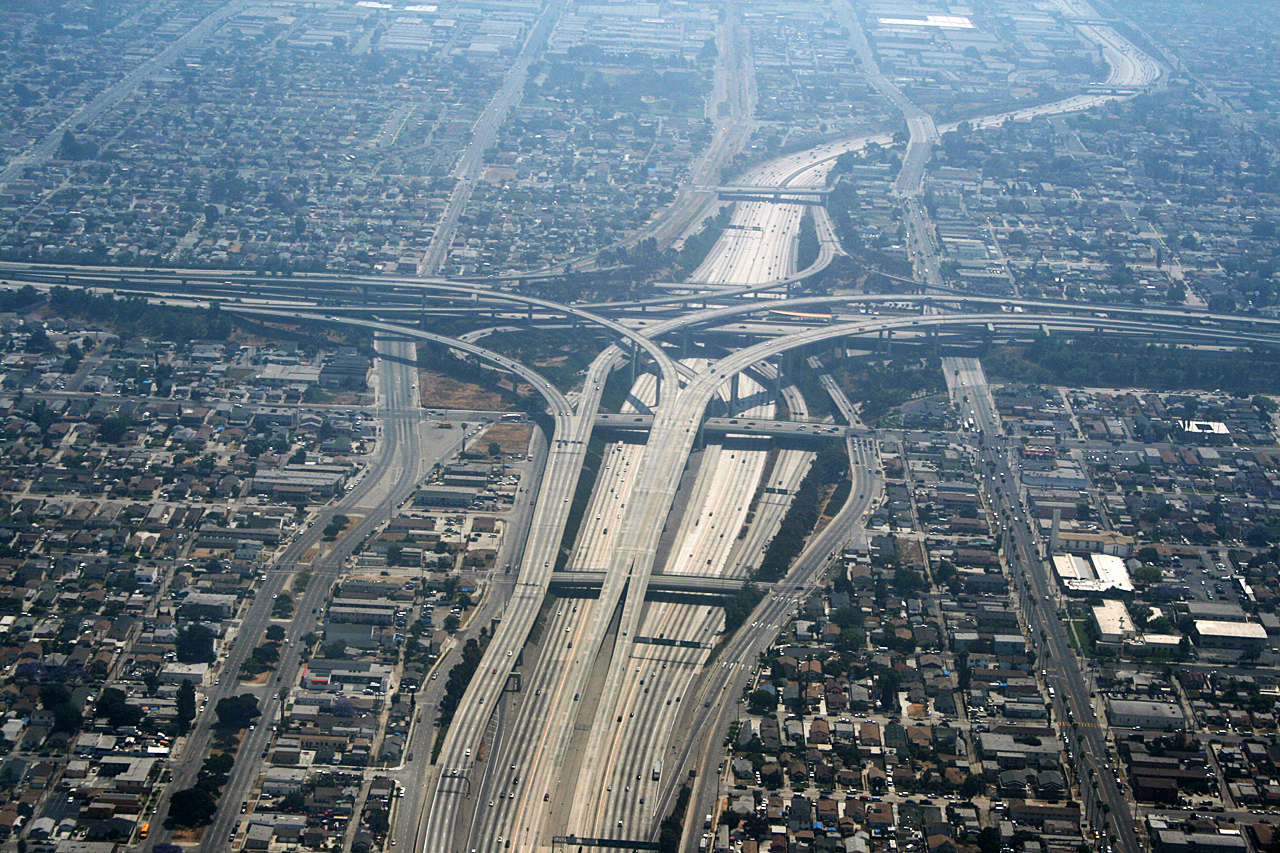
Cruzamento da Interestadual 110, uma das autoestradas californianas

O sistema de transporte ferroviário californiano é administrada pela Amtrak. San Francisco e Los Angeles possuem sistemas de metrô e de light rail, e San Diego e Sacramento possuem um sistema de light rail. O Metrolink é um método ferroviário de transporte interurbano, e que conecta muitas das grandes cidades do sul da Califórnia, conectando San Jose a San Francisco. A Califórnia, em 2003, possuía 9 508 km de ferrovias.
Quase todos os condados da Califórnia administram um sistema de transporte público composto por uma malha de rotas de ônibus, e muitas cidades operam seus próprios sistemas de transporte público, embora nenhuma cidade ou condado da Califórnia possua um sistema de transporte público considerado eficiente. O rápido crescimento populacional da Califórnia está congestionando cada vez mais todos os sistemas de transporte do estado. Uma crescente questão na política californiana é se o estado deveria expandir seu sistema de rodovias e estradas, ou incentivar seus condados e cidades a melhorarem seus sistemas de transporte público.

### Telecomunicações
O primeiro jornal publicado na Califórnia foi o The Californian, publicado pela primeira vez em Monterey, em 1846. Atualmente são publicados na Califórnia cerca de 760 jornais. Deles, aproximadamente 125 são diários. Muitos destes jornais são publicados em espanhol, graças à grande população hispânica da Califórnia. São impressos no estado cerca de 1 300 periódicos diferentes.
A primeira estação de rádio da Califórnia foi fundada em 1909, em San Jose. Esta estação possuía cunho educacional, tendo sido fundada em uma escola. A primeira estação comercial de rádio da Califórnia foi fundada em 1922, em Los Angeles. A primeira estação de televisão do estado foi fundada em 1947, em Los Angeles. Atualmente, a Califórnia possui 487 estações de rádio – dos quais 183 são FM e 304 são AM – e 84 estações de televisão. Muitas destas estações possuem sua programação em espanhol.

## Governo e política

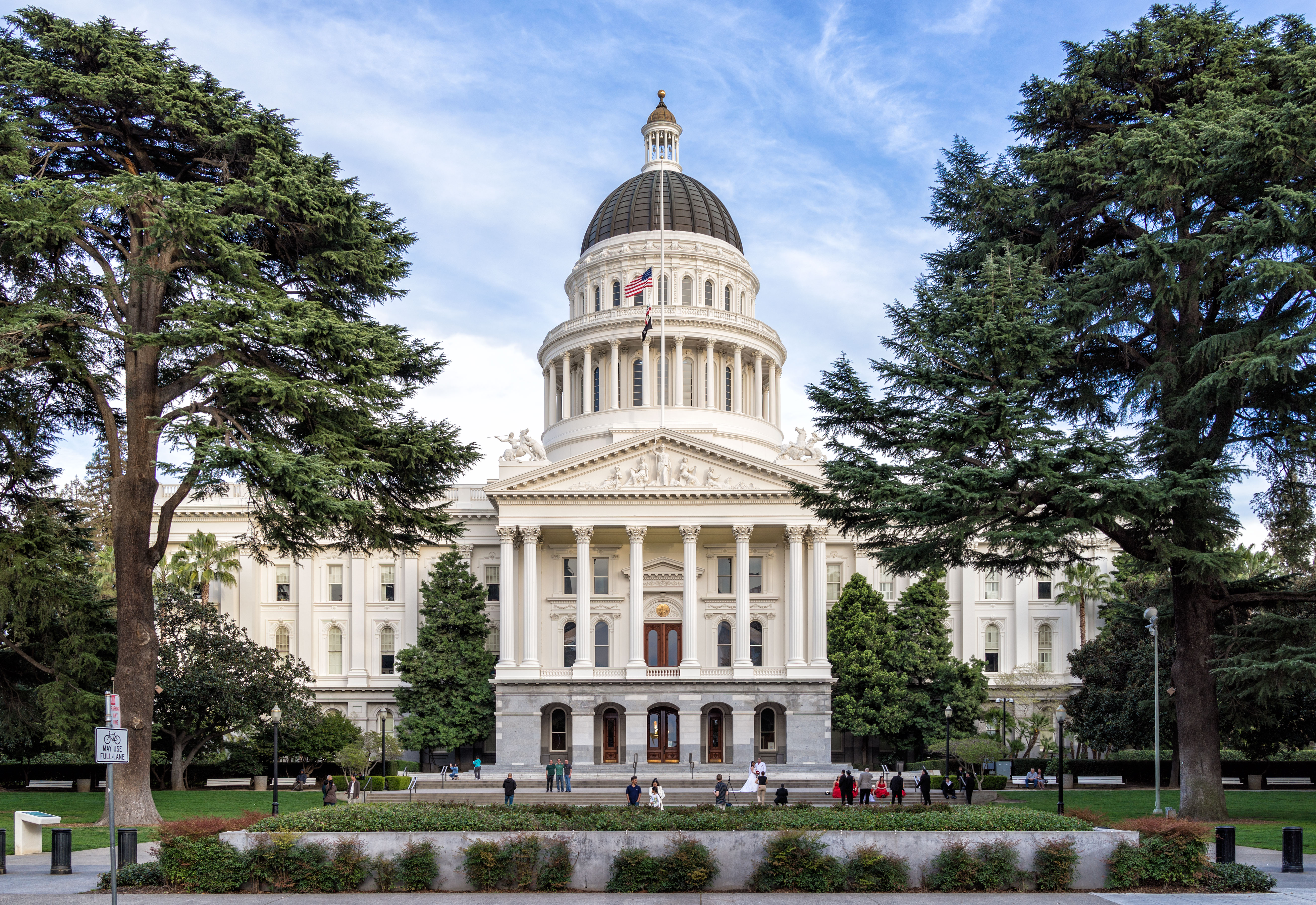
Edifício do Capitólio Estadual da Califórnia em Sacramento

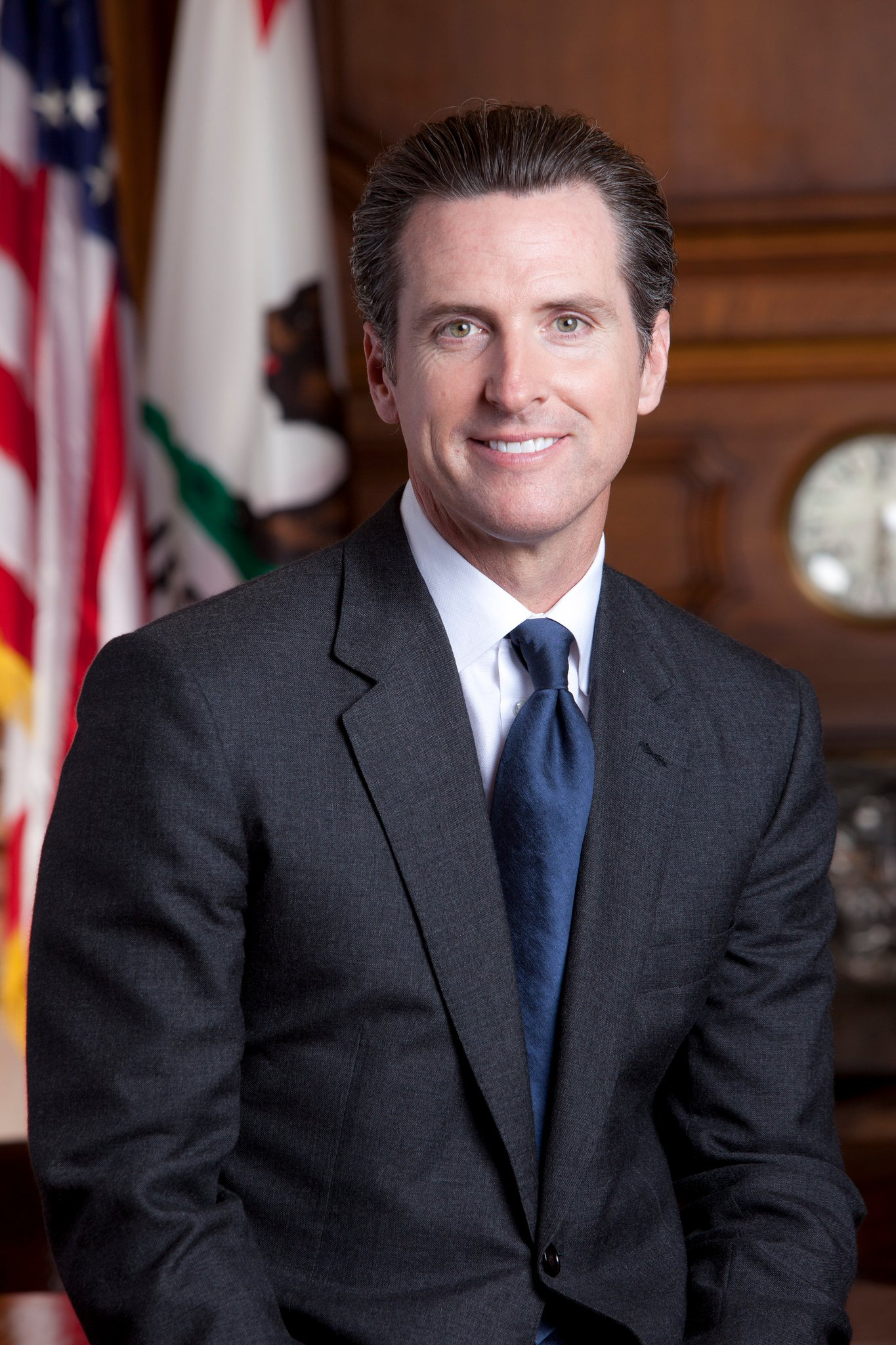
Gavin Newsom, o atual governador do estado

A Califórnia é governada como uma república, e possui três principais ramos governamentais: o ramo executivo, constituído do governador da Califórnia e de outros oficiais eleitos; o braço legislativo, constituído do Senado e da Assembleia, e o ramo judiciário, constituído da Suprema Corte da Califórnia. O estado também permite direta participação do eleitorado através de referendos e votações, em decisões governamentais.
A primeira constituição da Califórnia foi adotada em 1849. A atual constituição, por sua vez, foi adotada em 1879. Emendas à constituição geralmente são propostas por uma das câmaras do poder legislativo da Califórnia. Neste caso, esta emenda precisa ser aprovada por dois terços dos membros do poder legislativo. Emendas também podem ser propostas por abaixo-assinados, diretamente, pela população. Neste caso, o abaixo-assinado precisa conter ao menos 8% dos votos dos eleitores que haviam elegido o governador na última eleição estadual. Por fim, novas emendas podem ser propostas através de convenções constitucionais, que precisam ser aprovadas por dois terços do legislativo e, então, por 51% dos eleitores, em um referendo. Nos três casos, caso a emenda em questão seja aprovada, precisa receber a aprovação de dois terços da população californiana, em um referendo, para entrar em efeito.
O poder executivo da Califórnia está centralizado no governador, que é eleito pela população para mandatos de até quatro anos de duração, e que podem ser reeleitos novamente apenas uma vez.
O poder legislativo da Califórnia é constituído pelo Senado e pela Assembleia. O Senado possui um total de 40 membros, enquanto a Assembleia possui um total de 80 membros. A Califórnia é dividida em 40 distritos senatoriais e 80 distritos de assembleia. Os eleitores de cada distrito elegem um senador ou membro da Assembleia, que irão representar tal distrito no Senado ou na Assembleia. O termo dos senadores é de quatro anos, e o dos membros da Assembleia de dois anos. Como o governador, uma pessoa pode exercer o cargo de senador apenas duas vezes. Para os membros da Assembleia, o limite é de três termos. Leis aprovadas pelo legislativo podem ser rejeitadas pela população através de um referendo, e a população do estado pode aprovar leis sem o consentimento do legislativo, através do processo de iniciativa – que precisa ser inicialmente apoiada por 5% dos eleitores que haviam votado na última eleição estadual para governador, e então aprovada por ao menos 51% do eleitorado, em um referendo.
A maior corte do poder judiciário da Califórnia é a Suprema Corte da Califórnia, composta por sete juízes. Além disso, cada condado da Califórnia possui sua própria suprema corte. Os juízes das supremas cortes são indicados pelo governador do estado e aprovados pelo legislativo para mandatos de doze anos de duração, mas eles precisam ser regularmente reconfirmados pelo eleitorado californiano. O sistema legal da Califórnia é explicitamente baseado no código legal britânico, mas possui também algumas características das leis civis da Espanha.
A capital da Califórnia é a cidade de Sacramento. Ao longo da história do estado, outras cidades que serviram por algum tempo como capital californiana incluem Monterey, entre 1775 e 1849; San José, entre 1849 e 1851; Vallejo; entre 1852 e 1853; Benicia, entre 1853 e 1854, e San Francisco, em 1862. A capital californiana mudou para Sacramento em 1852, em caráter temporário, quando a construção de um Centro de Governo não pôde ser completada a tempo em Vallejo. Sacramento tornou-se de vez a capital da Califórnia em 25 de fevereiro de 1854, e desde então é a capital do estado, exceto por um curto período em 1862, quando severas inundações em Sacramento obrigaram uma mudança temporária para San Francisco.